# Schloss Schönbrunn
Das Schloss Schönbrunn ist die ehemalige Sommerresidenz der Habsburger in der österreichischen Hauptstadt Wien. Die barocke Dreiflügelanlage wurde ab 1695 durch Leopold I. von Johann Bernhard Fischer von Erlach begonnen und ab 1743 durch Maria Theresia von Nikolaus von Pacassi vollendet. Hervorzuheben sind die Berglzimmer, die Große Galerie, das Vieux-Laque-Zimmer, die Schlosskapelle und das Schlosstheater. Zum Ensemble des „österreichischen Versailles“ gehört auch der Park mit dem Neptunbrunnen, der Gloriette und dem namensgebenden Schönen Brunnen. Als „außergewöhnliches Beispiel eines Gesamtkunstwerks“ wurden das Schloss und die Gärten von Schönbrunn 1996 ins UNESCO-Welterbe aufgenommen.

## Geschichte

### Übersicht
Schloss Schönbrunn geht in seiner heutigen Form auf eine Ende des 17. Jahrhunderts von Kaiser Leopold I. begonnene Anlage zurück, die Erzherzogin Maria Theresia Mitte des 18. Jahrhunderts vollenden ließ. Die ehemalige Sommerresidenz liegt im 13. Wiener Gemeindebezirk Hietzing. Der Name Schönbrunn bezieht sich auf einen Kaiser Matthias zugeschriebenen Ausspruch. Er soll dort im Jahr 1619 auf der Jagd eine artesische Quelle entdeckt und darüber erfreut ausgerufen haben: „Welch’ schöner Brunn!“ An dieser Stelle im Schlosspark befindet sich heute der Schöne Brunnen. Mitte des 17. Jahrhunderts war ein Schlossbau als Residenz für die zweite Ehefrau des Kaisers Ferdinand II., Eleonora Gonzaga, errichtet worden. Diese Anlage wurde bei der Zweiten Wiener Türkenbelagerung 1683 schwer beschädigt. 1687 gab Leopold I. weit vor den Toren der Stadt für seinen Thronfolger Joseph I. einen barocken Neubau von Johann Bernhard Fischer von Erlach in Auftrag, der von 1695 bis 1700 ausgeführt wurde.
Erst von 1743 bis 1749 wurden unter Maria Theresia von Nikolaus von Pacassi und Johann Ferdinand Hetzendorf von Hohenberg das Schloss und der Park in seiner heutigen Form ausgebaut. Der Palast war von der Mitte des 18. Jahrhunderts bis zum Ende des Heiligen Römischen Reiches im Jahre 1806 die Sommerresidenz der Könige und Kaiser des Reiches und ab 1804 bis zum Ende des Ersten Weltkrieges des österreichischen Kaiserhauses. Das Schloss war in dieser Zeit fast durchgehend von einem mehrere hundert Personen umfassenden Hofstaat bewohnt und wurde zu einem kulturellen und politischen Mittelpunkt des Habsburgerreiches. Während der österreichisch-ungarischen Monarchie wurde es auch k. k. Lustschloss Schönbrunn genannt. Schönbrunn ist das größte Schloss und eines der bedeutendsten und meistbesuchten Kulturgüter Österreichs. Das Schloss und der etwa 160 ha große Park sind seit 1996 Teil des UNESCO-Weltkulturerbes. Eine Hauptattraktion im Schlosspark ist der älteste noch bestehende Zoo der Welt, der Tiergarten Schönbrunn (16 ha). Schloss und Park zählen zu den touristischen Hauptsehenswürdigkeiten in Wien.

### Vorgeschichte

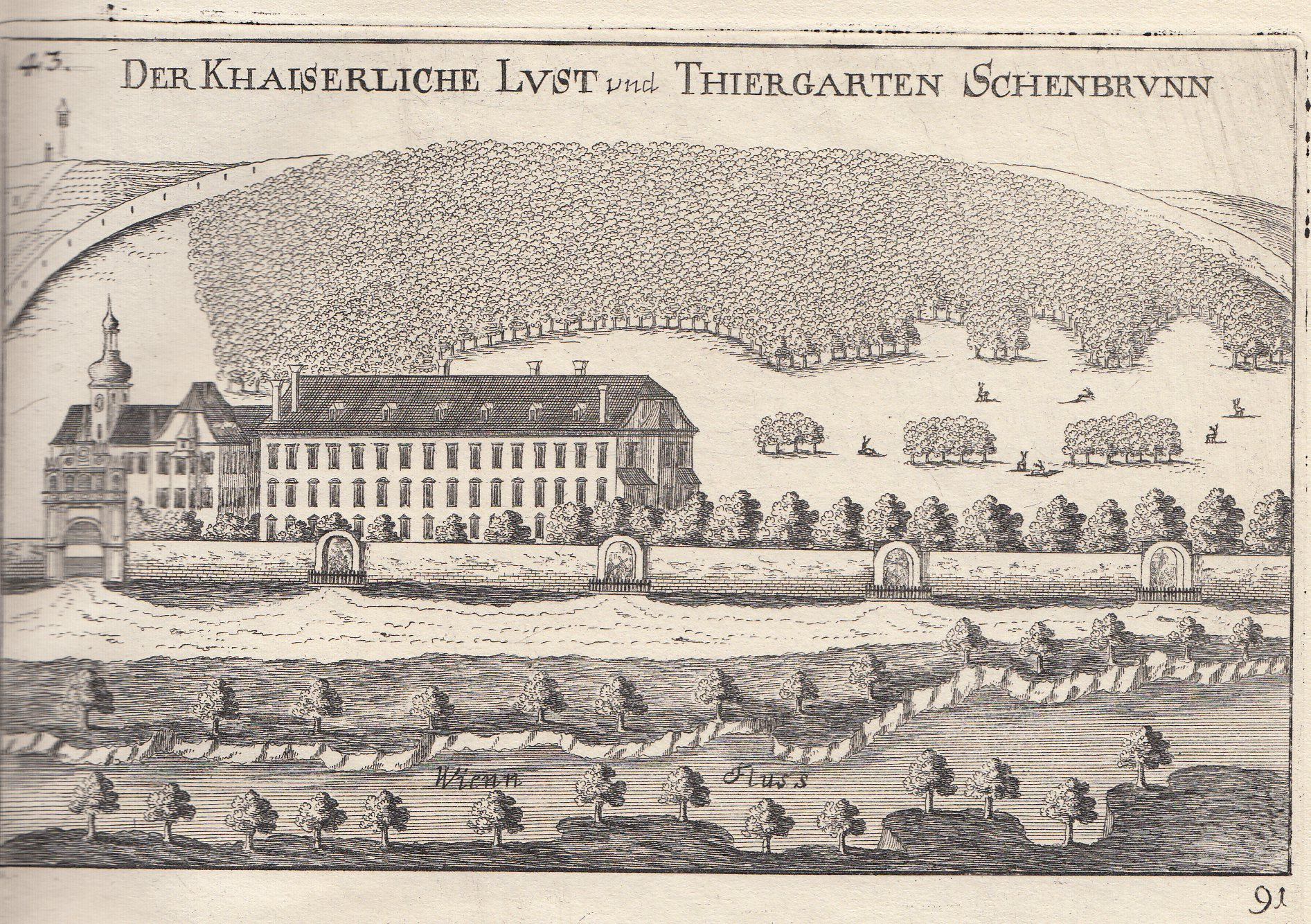
Katterburg und Gonzaga-Schloss, 1672. Im Hintergrund der noch bewaldete Gloriette-Hügel

In einem am Hang eines 60 m hohen Hügels gelegenen Augebiet des Wienflusses wird 1311 die Khattermühle erstmals urkundlich erwähnt, eine von etlichen Mühlen dieser Gegend. Sie ging 1312 mitsamt dem Areal in den Besitz des Stiftes Klosterneuburg über und wurde nach mehrfachem Besitzerwechsel 1548 vom späteren Wiener Bürgermeister Hermann Bayr erworben, der neben der Mühle seinen Herrensitz errichtete, die sogenannte Katter- oder Gatterburg.
Am 8. Oktober 1569 erwarb Kaiser Maximilian II. das weitläufige Grundstück, ließ es einfrieden und bestückte es mit Feder-, Rot- und Schwarzwild, um dort zu jagen. Er ließ Fischteiche anlegen und in einem gesonderten Bereich exotische Vögel wie Truthühner und Pfauen halten. Die Bezeichnung Fasangarten für den hinteren, nicht öffentlich zugänglichen Teil des Grundstücks weist noch darauf hin. Die Mühle wurde im folgenden Jahr abgetragen. Im nun bereits existierenden Tiergarten ließ Maximilian 1570 ein Jagdschloss errichten. Der Bau eines Schlosses war noch nicht vorgesehen: Maximilian ließ zu dieser Zeit auf der anderen Seite der Stadt Schloss Neugebäude erbauen, wo er eine Menagerie einrichtete.
1590 schenkte der Erzherzog von Innerösterreich und spätere Kaiser Ferdinand II. das Jagdschloss seinem Kriegszahlmeister Egid Gattermeier, nachdem es lange Zeit hindurch Gatterschloss und der zugehörige Wald Gatterhölzl genannt wurde. 1612 soll Kaiser Matthias, Sohn von Maximilian II., bei einer Jagd in dem Areal eine Quelle entdeckt haben, die später als Schöner Brunnen namensgebend für Schönbrunn wurde. Matthias soll Gefallen gefunden haben und es wurde eine Erweiterung des Jagdschlosses vorgenommen.
Erst Eleonora Gonzaga, Witwe Ferdinands II., deren Stiefsohn Ferdinand III. ihr das Anwesen als Witwensitz überlassen hatte, ließ zwischen 1638 und 1643 zum Gatterschloss einen dann Gonzaga-Schloss genannten Zubau errichten, in dem sie standesgemäße Empfänge geben konnte. Zu dieser Zeit ist erstmals von „an die hundert welschen Bäumen, darunter 24 Pomeranzen“ die Rede, also von einer frühen Orangerie. Auf einer Rechnung vom 24. Jänner 1642 für eine Holzlieferung taucht erstmals der Begriff Schönbrunn auf. Nach Eleonoras Ableben im Jahr 1655 ging Schönbrunn an Eleonora Magdalena Gonzaga, die dritte Ehefrau des verstorbenen Ferdinand III., als Witwensitz. 1661 legte Kaiser Leopold I. auf dem Schönbrunner Berg (wo die Gloriette steht) eine „Hasenremise“ an.
Im Zuge der Zweiten Türkenbelagerung im Jahr 1683 wurde die gesamte Anlage – das Schloss mit seinen Nebengebäuden und allen zugehörigen Gärten – bis zur Unbrauchbarkeit beschädigt. Zwar bat Eleonora Magdalena Gonzaga darum, wenigstens zwei Zimmer und einen Saal wiederherzustellen, starb aber 1686, bevor es dazu gekommen war.

### Beginn unter Leopold I.

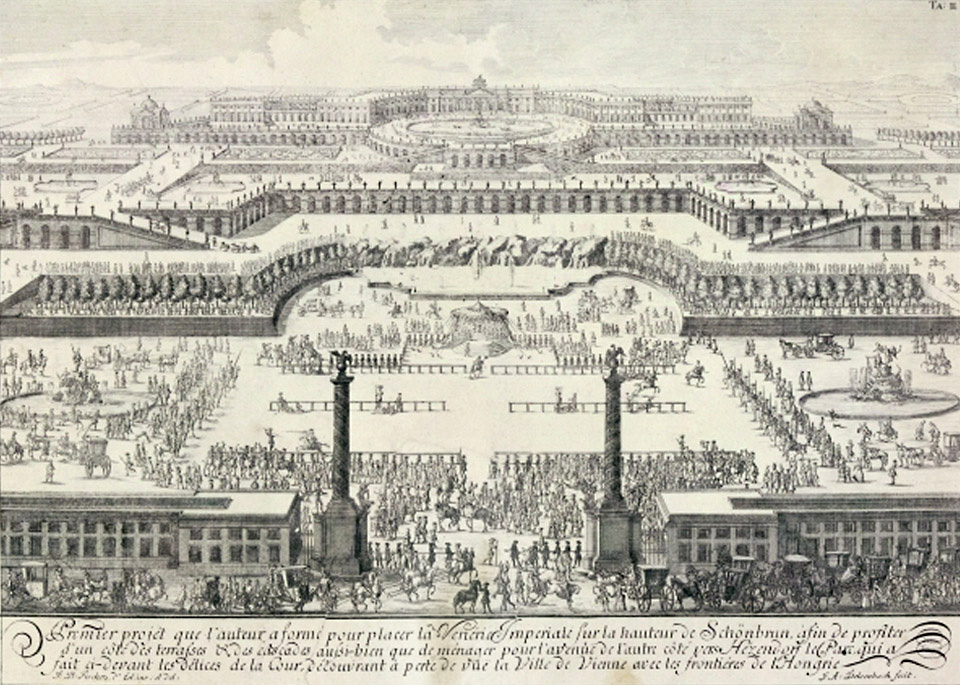
Fischer von Erlachs undurchführbarer Erstentwurf, 1688. Stich von Johann Adam Delsenbach, 1721

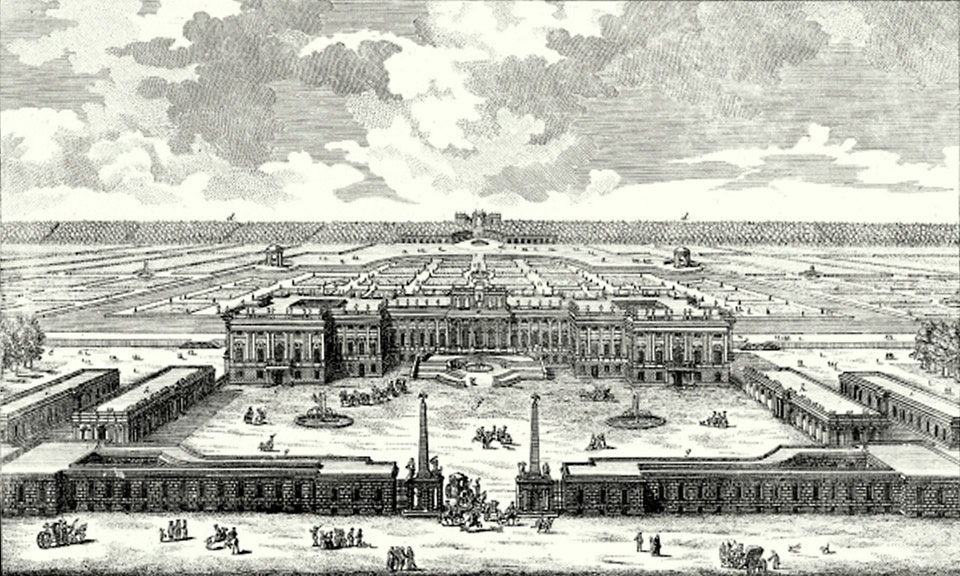
Entwurf 2, nach 1693

Erst 1687 gab Leopold I. für seinen Thronfolger Joseph I. einen repräsentativen Neubau in Auftrag. Der soeben zugewanderte Johann Bernhard Fischer, der spätere Fischer von Erlach, schlug 1688 eine pompöse Anlage vor, die Schloss Versailles übertroffen hätte, aber nicht finanzierbar gewesen wäre. Stattdessen wurde der Architekt 1693 mit einer weitaus kleineren Anlage beauftragt, die 1696 bis 1701 über den Trümmern der früheren errichtet und ab 1700, im Wesentlichen fertiggestellt, bewohnt wurde. Fischer wurde 1696 geadelt, das Projekt wurde aber wegen der Erbfolgekriege erst nach dem Tod von Leopold I. im Jahr 1705 von Joseph I. weiter gebaut, jedoch nicht in vorgesehener Form abgeschlossen.
Steinmetzaufträge erhielten die Wiener Meister Veith Steinböck und Johann Thomas Schilck, beide von Eggenburg in Niederösterreich, mit dem Zogelsdorfer Stein, Meister Johann Georg Deprunner von Loretto (damals Ungarn) mit dem Lorettokalk und Meister Johann Georg Haresleben aus Kaisersteinbruch. Der Kaiserstein, ein harter Kalkstein, wurde für tragende Architekturteile im Schloss verwendet.
Nach Josephs Tod 1711 ging Schönbrunn im Jahr 1712 an seine Witwe Wilhelmine Amalie, die das Schloss bis 1722 bewohnte und es schließlich mit den Gärten im Jahr 1728 um 450.000 Gulden an den kaiserlichen Hof verkaufte.

### Vollendung unter Maria Theresia

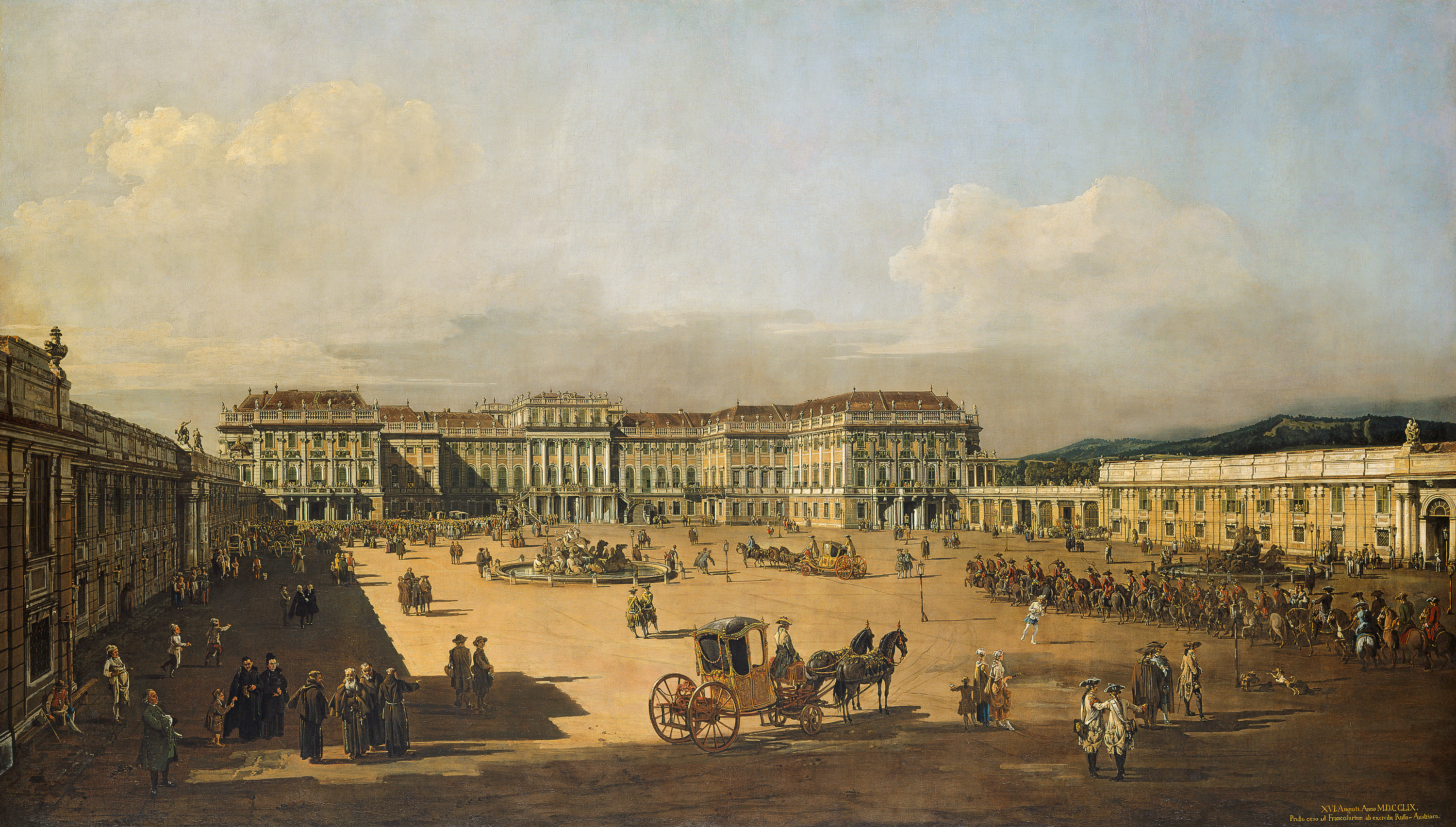
Das kaiserliche Lustschloss Schönbrunn, Ehrenhofseite, Bernardo Bellotto, gen. Canaletto, 1759, Kunsthistorisches Museum Wien

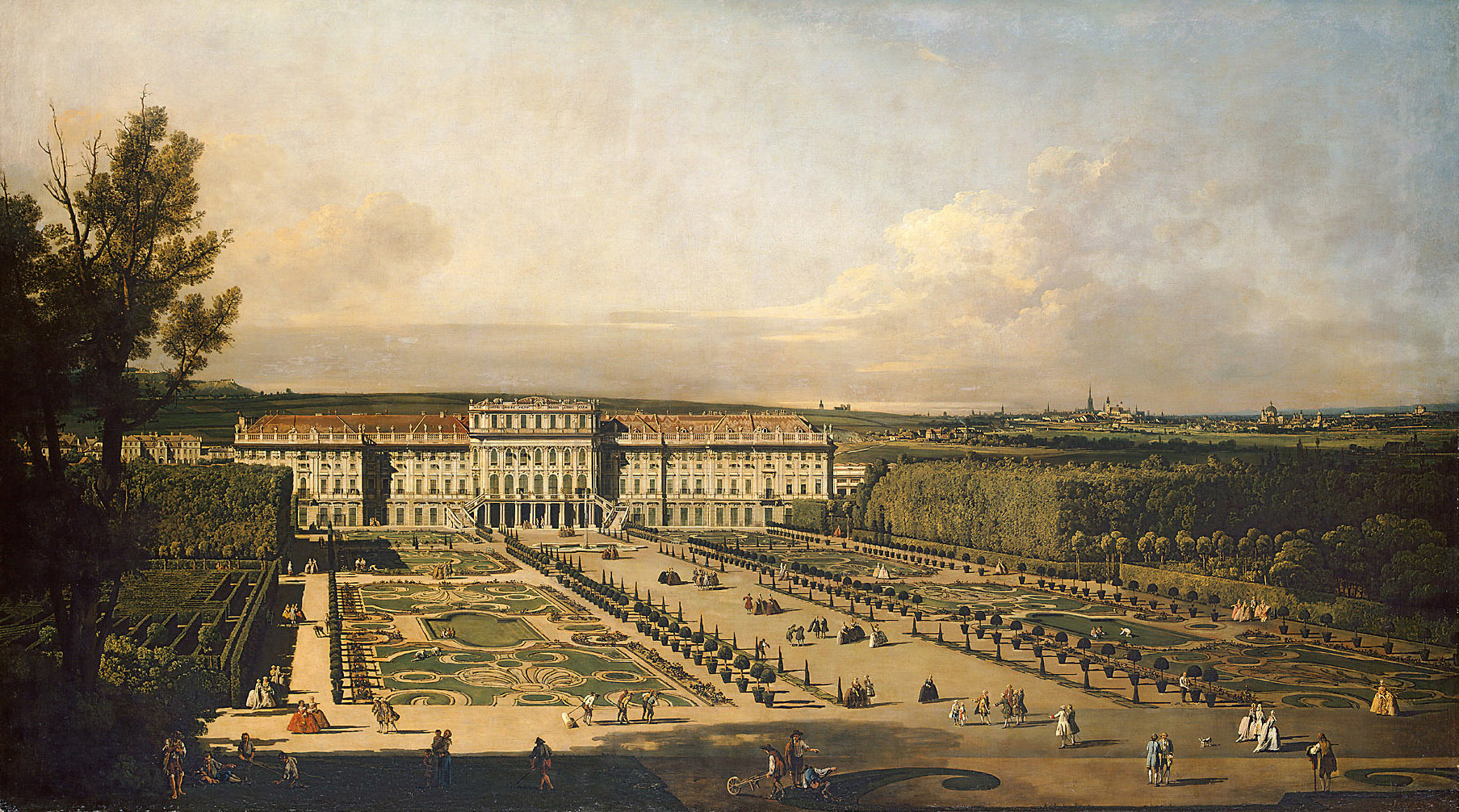
Das kaiserliche Lustschloss Schönbrunn, Gartenseite, Bernardo Bellotto, gen. Canaletto, 1759, Kunsthistorisches Museum Wien

Karl VI. selbst war an Schönbrunn wenig interessiert, schenkte es jedoch 1740 seiner Tochter Maria Theresia, die das Anwesen zum Sommersitz der kaiserlichen Familie erkor, was dieser bis 1918 blieb. 1741 ließ sie eine durchgängige Allee von Schönbrunn zum Schloss Laxenburg anlegen. Von 1743 bis 1749 wurde das Schloss Schönbrunn nach Plänen ihres Hofarchitekten Nikolaus von Pacassi, der auch an der Hofburg wirkte, von Baumeister Valmagini entscheidend umgebaut und erweitert: So wurde das Gebäude um ein Stockwerk erhöht; in Ziegel ausgeführte Gesimse und Säulen wurden durch solche aus Stein ersetzt. Dabei gingen beispielsweise Fresken von Johann Michael Rottmayr verloren. Ebenso ließ sie einen Großteil der Inneneinrichtung erneuern, die als fast einziges Beispiel eines österreichischen Rokoko gilt.
1744 und 1745 arbeitete der Eggenburger Steinmetzmeister und Bildhauer Franz Leopold Farmacher beim Umbau des Schlosses. Er war ab 1745 verantwortlich für sämtliche Steinlieferungen aus Eggenburg.
Das kaiserliche Hofbauamt bezahlte die Steinmetzarbeiten der Umbauten der Jahre 1750–1752 den Meistern Matthias Winkler, Johann Ferdinand Mödlhammer, Gabriel Steinböck und Johann Baptist Regondi. Regondi aus dem kaiserlichen Steinbruch lieferte aus hartem Kaiserstein vor allem Stufen für die repräsentative Blaue Stiege, die Kapellen-, Schnecken- und Geheimstiege und die große Weiße Stiege, ein stattliches Treppenhaus für den Hofstaat mit steinernem Geländer sowie die gartenseitige Freitreppe.
In einem Seitentrakt des Schlosses befindet sich das Schlosstheater, das 1747 eröffnet wurde und wo unter anderem Joseph Haydn und Wolfgang Amadeus Mozart auftraten. Maria Theresia ließ den Garten erweitern, 1752 die Menagerie und 1763 durch Adrian van Steckhoven den botanischen Garten anlegen.
Um 1765 wurde Johann Ferdinand Hetzendorf von Hohenberg, ein Vertreter des Frühklassizismus, bei Hof eingeführt, doch enthielt sich Maria Theresia nach dem Tod ihres Gemahls sieben Jahre lang größerer baulicher Änderungen. Erst 1772 gab sie solche in Auftrag. Hohenbergs markantestes Werk ist die Gloriette (um 1860 auch „das Gloriett“ genannt). Das Bauwerk ist ein Arkadengang auf dem Hügel oberhalb des Schlosses (auch Schönbrunner Berg genannt), der den Schlossgarten optisch abschließt. Gemeint ist sie als Denkmal für den gerechten Krieg (der zum Frieden führt), an der Stelle, wo nach dem ursprünglichen Plan Fischer von Erlachs das Hauptgebäude entstehen sollte und nach dem zweiten Entwurf ein Belvedere.
Im Zusammenhang mit dem Bau der Gloriette (1775 bis 1780) gibt es eine Notiz Maria Theresias: „Es befindet sich zu Neugebau eine alte Galerie von steinernen Säulen und Gesimsen, welche nichts nutzet, […] Ich habe beschlossen, solche von dort abbrechen zu lassen und nacher Schönbrunn bringen zu lassen“. Man ließ die Galerie und die Säulen – allesamt aus hochwertigem Kaiserstein – abtragen und Säulen, Bogenlaibungen und Gebälkstücke, auch Stufensteine, für die Gloriette verwenden. 1775 waren die Arbeiten abgeschlossen. Ihre Fassade ist seit Josephinischer Zeit im prototypischen Schönbrunner Gelb gehalten.
Zur selben Zeit wie die Gloriette entstanden die Römische Ruine und der Obeliskbrunnen, die ebenfalls nach den Plänen von Hohenberg ausgeführt wurden. Von den Bildhauern Benedict Henrici, Johann Baptist Hagenauer und Franz Zächerl wurden die zugehörigen Statuen und sonstiges Beiwerk geschaffen.
Von 1776 bis 1777 erfolgte die Restaurierung der hofseitigen und die Erneuerung der gartenseitigen Freitreppe von Schloss Schönbrunn, Franz Jäger war ausführender Steinmetzmeister.
Das Schloss war namensgebend für das Schönbrunner Deutsch, welches bei Hofe ab Ende des 18. Jahrhunderts gesprochen wurde. 1805 und 1809 hielt sich Napoleon mit seinem Gefolge im Schönbrunner Schloss auf, als die Franzosen Wien besetzt hatten. Am 15. Dezember 1805 wurde hier der Vertrag von Schönbrunn zwischen Preußen und Frankreich unterzeichnet und am 14. Oktober 1809 der noch bedeutendere Friede von Schönbrunn zwischen Frankreich und Österreich. 1830 wurde hier der später mit 18 Jahren zum Kaiser proklamierte Franz Joseph I. geboren. 1832 starb hier Napoleons Sohn und einziger legitimer Nachkomme Napoleon Franz Bonaparte, in Österreich als Herzog von Reichstadt geläufig, im Alter von 21 Jahren. Franz Joseph I. nutzte das Schloss als Sommerresidenz und fuhr viele Jahre lang von dort zum Arbeiten in die Hofburg, wo er im Winter wohnte. In seinen letzten Lebensjahren wohnte und amtierte er ganzjährig in Schönbrunn und starb hier 1916. Sein Nachfolger Karl I. verlegte den k.u.k. Hof am 15. März 1917 in den Blauen Hof im Schlosspark von Laxenburg, und kehrte erst im Oktober 1918 dauerhaft nach Wien zurück. In Schloss Schönbrunn unterzeichnete er am 11. November 1918 seinen Verzicht auf jeden Anteil an den Staatsgeschäften, enthob seine k.k. Regierung und verließ das im Staatsbesitz befindliche Schloss mit seiner Familie noch am gleichen Abend.

### Nachgeschichte

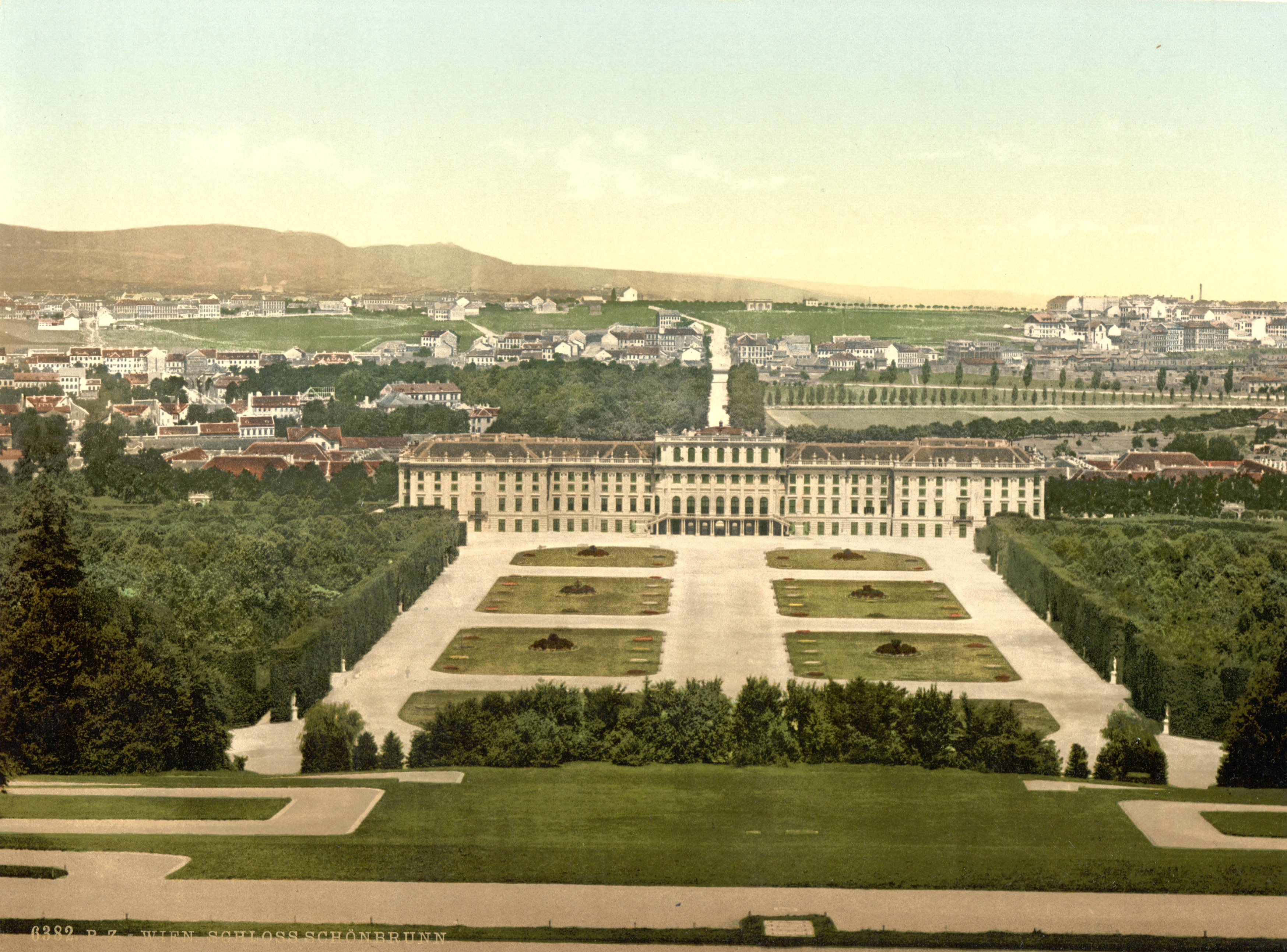
Schloss Schönbrunn um 1900

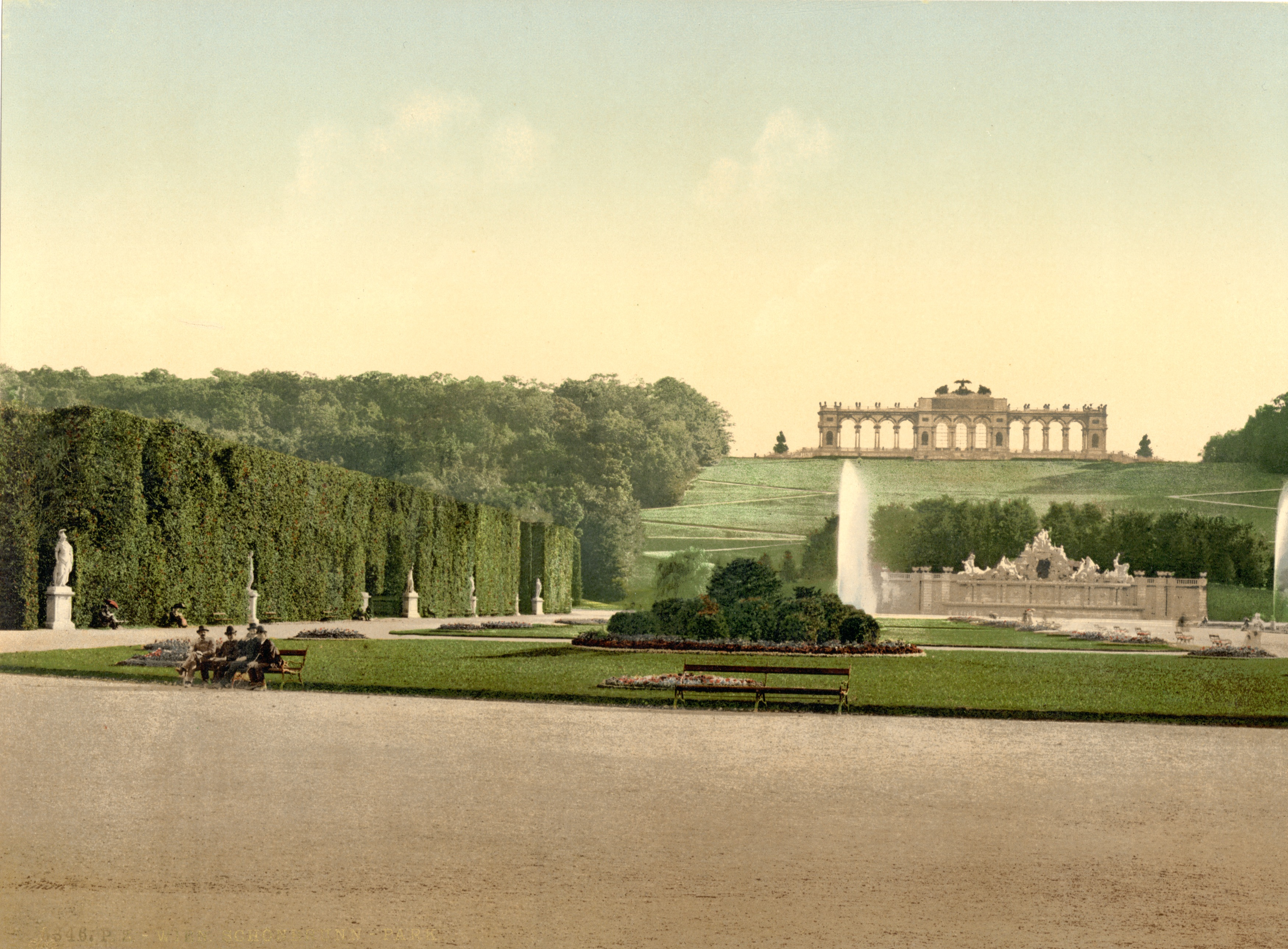
Schlosspark Schönbrunn um 1900

Das in der Monarchie zum Hofärar zählende Schlossareal fiel 1919 auf Grund des Habsburgergesetzes in die Verwaltung des republikanischen Staates, ab 1920 des Bundes (heutige Aufsichtsbehörde: Wirtschaftsministerium). Einem Antrag der Wiener Kinderfreunde, den ihr Obmann Max Winter (zu dieser Zeit Vizebürgermeister) 1919 an den Stadtrat stellte, zwei Trakte (Valerie- und Kavalierstrakt) für 350 Kinder, darunter viele Kriegswaisen, und die zu gründende private Erzieherinnenschule der Kinderfreunde zur Verfügung zu stellen, wurde nur zum Teil entsprochen: Der Kavalierstrakt blieb christlich-sozialen Vereinigungen vorbehalten. Zwei Arbeiterräte hatten 1919 die Räume des Gartendirektorstöckls beim Hietzinger Tor mit Gewalt beschlagnahmt, um den Hietzinger Bezirksarbeiterrat dort unterzubringen. Die gerichtliche Durchsetzung der Räumung dauerte fünf Jahre.
Vom Staat erhielten hochgestellte Politiker Wohnungen im Schloss, bald aber auch Kriegsinvalide. Die Insassen des Invalidenheims, das bereits 1922 wieder aufgelöst wurde, sollen allerdings erhebliche Schäden am Mobiliar verursacht haben. Im Ostteil hatten die Pfadfinder von 1924 bis 1935 drei Räume zur Verfügung. 1922 wurden 70 ehemalige Hofpferde im Schloss einquartiert, weil man die früheren Hofstallungen zum Messepalast umbaute. Als im Frühjahr 1923 die Messe eröffnet wurde, war die Sammlung der verbliebenen Fahrzeuge des kaiserlichen Fuhrparks bereits in der ehemaligen Schönbrunner Winterreitschule untergebracht, die seither als Wagenburg bezeichnet wird und organisatorisch eine Abteilung des Kunsthistorischen Museums bildet. Das Schlosstheater, das vor dem Krieg zum Möbeldepot verkommen war, wurde ab 1919 wieder vom Burgtheater bespielt, was man jedoch aus finanziellen Gründen 1924 wieder einstellen musste. Ein würdiger Nachfolger fand sich jedoch 1929 im Max-Reinhardt-Seminar, das es seither als Übungsbühne nutzt.
Während der NS-Diktatur blieb eine Beherbergung Adolf Hitlers im Schloss aus, da dieser „kaiserlichen Pomp“ verabscheute. Gegen Ende des Krieges befand sich auf der Gloriette eine Flakstellung, und 1945 wurden der Haupttrakt und ein Teil der Gloriette durch Bombenangriffe der Alliierten schwer beschädigt. Unter anderem wurde der östliche Teil der Großen Galerie mit den Deckenfresken von Guglielmi völlig zerstört – die Fresken wurden in der Nachkriegszeit vom Theatermaler Paul Reckendorfer nach Bildvorlagen rekonstruiert.
Sowjetische Truppen, die das Gebiet in der Schlacht um Wien im April 1945 besetzten, verhielten sich in diesem Fall vorbildlich. Das Schloss war während der Besatzungszeit vom September 1945 an Hauptquartier der britischen Besatzungsmacht, zu deren Wiener Sektor die beiden angrenzenden Bezirke 12 und 13 gehörten. Dies verhinderte Plünderungen und beförderte die baldige Reparatur der gröbsten Schäden. 1948 konnten Teile des Schlosses wieder besichtigt werden. Mit dem Staatsvertrag 1955 zogen die vier Besatzungsmächte aus Österreich ab.

### Gegenwart

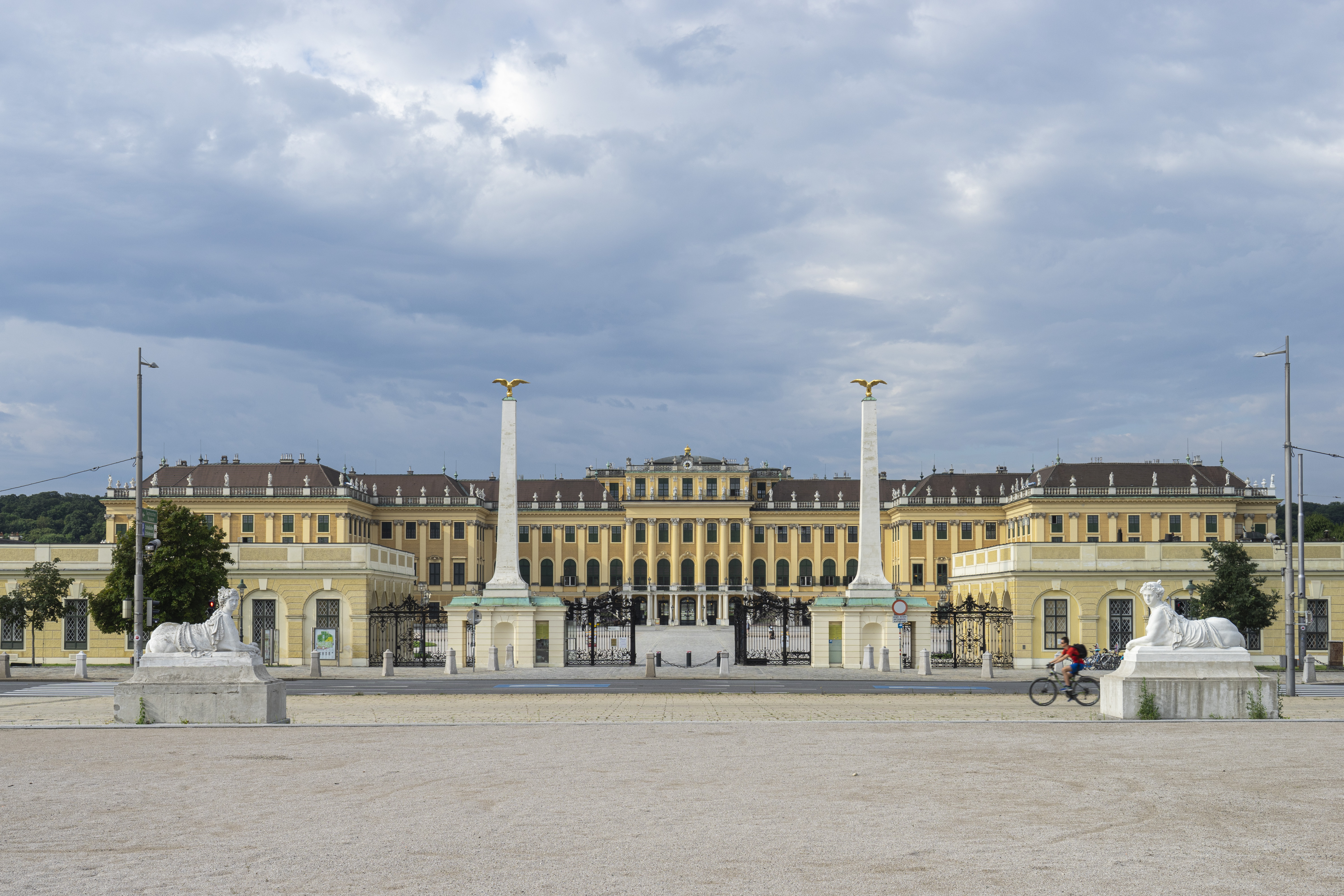
Schloss Schönbrunn, Ehrenhofseite

Das Schloss wurde bis 1992 von der Schlosshauptmannschaft Schönbrunn und wird seitdem von der Schloss Schönbrunn Kultur- und Betriebsgesellschaft m. b. H. verwaltet. Für den Park sind die Bundesgärten zuständig. Im Jahr 2023 verzeichnete Schloss Schönbrunn rund 3,3 Millionen Besucher und war damit nach dem Wiener Stephansdom die meistbesuchte Sehenswürdigkeit Österreichs.
Das Schloss und die Gärten von Schönbrunn bilden als Katastralgemeinde Schönbrunn eine der 89 Wiener Katastralgemeinden.

## Die Schlossanlage

### Innenräume
Das Schloss Schönbrunn zählt 1441 Zimmer verschiedener Größe. Die Innenräume des Schlosses dienten nicht nur als Wohnresidenz der kaiserlichen Familie, sondern waren für Repräsentationszwecke gebaut und Schauplatz unzähliger Festlichkeiten und Zeremonien, die das Prestige der Monarchie symbolisieren und stärken sollten. Für diesen Zweck wurden viele bekannte Künstler und renommierte Handwerker bestellt, die die Räume mit der höchsten damaligen Eleganz ausstatteten. Die Stile reichen vom Barock bis zum Rokoko, dem Biedermeier und Stilen der Gründerzeit, die jedoch im Großen und Ganzen ein harmonisches Ensemble bilden.
Im westlichen Trakt des 1. Stockwerks befinden sich die aus dem 19. Jahrhundert stammenden Wohnräume des Kaisers Franz Joseph I. und seiner Gattin Elisabeth. Im mittleren Teil befinden sich die Repräsentationsräume. Im östlichen Trakt befinden sich die Appartements von Maria Theresia sowie die sogenannten Franz-Karl-Appartements der Erzherzogin Sophie und des Erzherzogs Franz Karl, der Eltern von Kaiser Franz Joseph I.
Das Schloss hat hunderte Räume und Zimmer; die meisten Prunk- und Wohnräume der kaiserlichen Familie sind der Öffentlichkeit zugänglich. Ein Teil der restlichen Räume wurde in Wohnungen geteilt, die vermietet werden. Das Schloss steht deshalb nicht leer und wird nach wie vor ständig bewohnt.
Im Jahr bewegen sich um die 1,6 Millionen Besucher durch das Schlossgebäude. Das sind im Jahresschnitt um die 4000 Menschen, bei Hochsaison sogar 10.000 Gäste pro Tag. Die große Menge an Besuchern ist eine besondere Belastung für die Räume, die für einen so dichten Menschenverkehr nicht konzipiert waren. Besondere Herausforderung für die Verwaltung des Schlosses sind der aufwendige Erhalt und die Sanierung der Räumlichkeiten bei gleichzeitiger größtmöglicher Zugänglichkeit für die Öffentlichkeit.

#### Berglzimmer

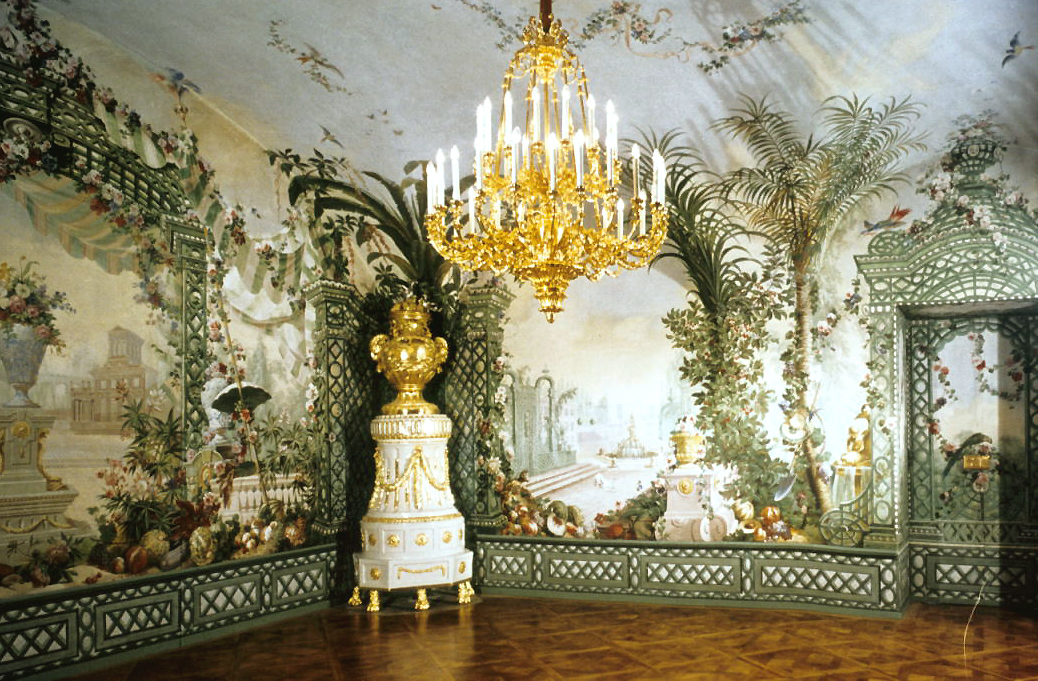
Berglzimmer

Im Erdgeschoß befinden sich unter anderen die Privatappartements der kaiserlichen Familie, die sogenannten „Berglzimmer“. Diese bestehen aus dem Gisela-, dem Goëss- und dem Kronprinzenappartement, im 19. Jahrhundert nach den Kindern der Kaiserin Elisabeth, Gisela von Österreich und Kronprinz Rudolf, sowie der Obersthofmeisterin der Kaiserin, der Gräfin von Goëss, benannt. Die Räume wurden mit Fresken von Johann Baptist Wenzel Bergl und seiner Werkstatt in den 1770er Jahren ausgemalt.
Bergl bedeckte sämtliche Wände und Decken mit bunter Landschaftsmalerei, die von fremdartigen Tieren und Vögeln bevölkert war. Diese Welt ist jedoch nicht unberührt, sondern nach menschlichen Vorstellungen durch Laubengänge, Balustraden, und Rokokovasen eingegliedert. In dieser Hinsicht reicht der barocke Schlosspark draußen in die Räume rein. Bergls Fresken beruhen auf eingehenden Naturstudien, die er vielleicht sogar im Park und der Orangerie vom Schloss anfertigte. Die Berglzimmer wurden im Sommer von Maria Theresia verwendet, da sie kühler waren als die Räume im ersten Stockwerk. Die Fresken wurden im Laufe der Zeit mit grauer Farbe übermalt, jedoch 1891 wieder freigelegt. Seit 1965 fing die Restaurierung an und ab 2008 wurden sie der Öffentlichkeit zugänglich gemacht.
Die Appartements des Kronprinzen Rudolf befinden sich im östlichen und südöstlichen Bereich. Die sechs Räume wurden 1864 als Wohnung für den damaligen sechsjährigen Kronprinzen eingerichtet. Vier von diesen sechs Räumen wurden zwischen 1774 und 1778 ganzflächig von Bergl und seiner Werkstatt mit exotischen Landschaftsmalereien ausgestattet. Der als Goëss-Apartment bezeichnete Bereich besteht aus vier Berglzimmern und befindet sich im südlichen Bereich und gehörte zu den Privatgemächern von Maria Theresia.

#### Schlosskapelle

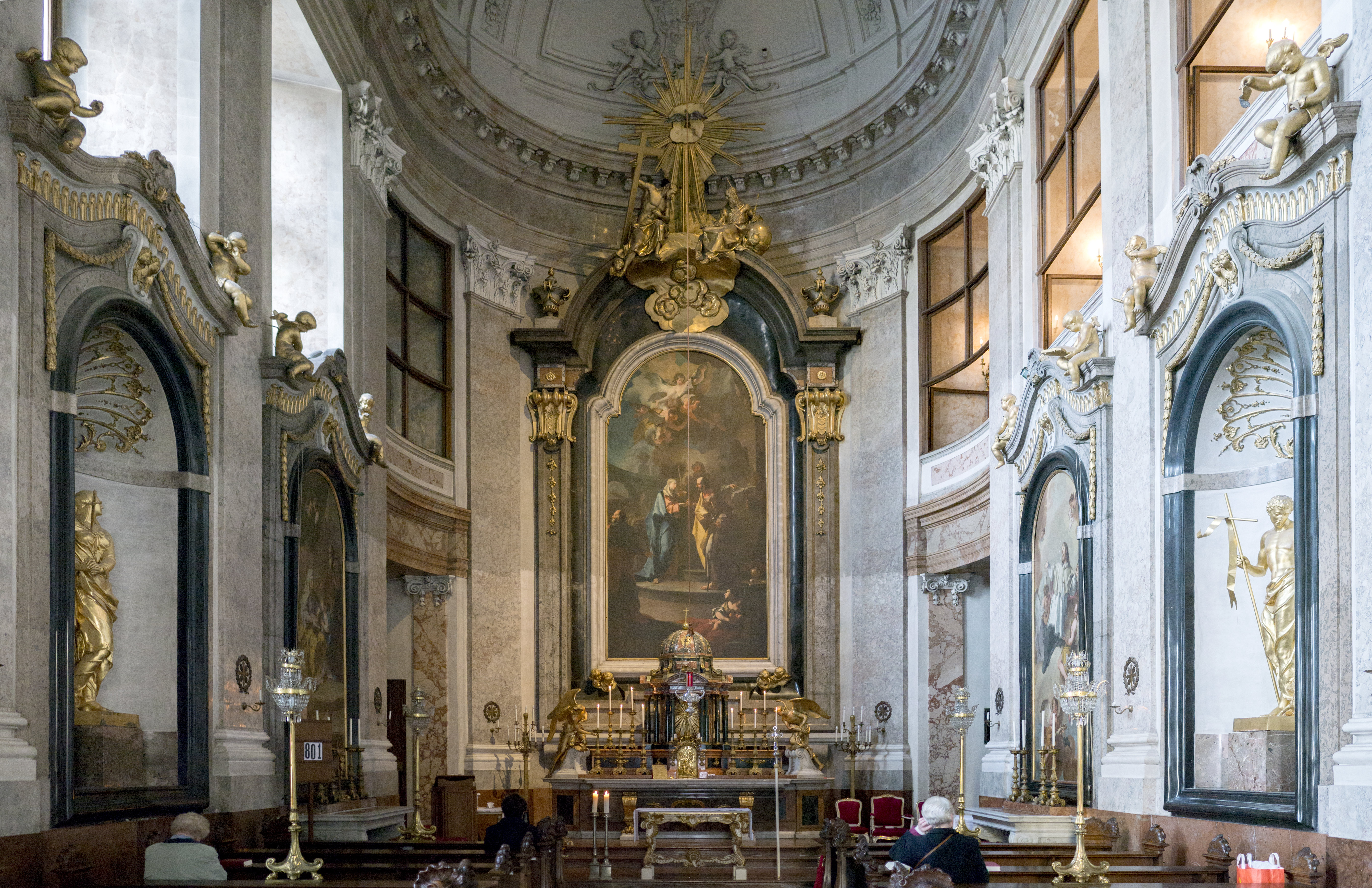
Schlosskapelle

Die Schlosskapelle Schönbrunn befindet sich im östlichen Zwischenrisalit und kann über das Portal im Ehrenhof betreten werden. Sie wurde noch unter Leopold I. von Johann Bernhard Fischer von Erlach begonnen, jedoch erst unter Maria Theresia von Nikolaus von Pacassi vollendet. Die Wiedereinweihung fand am 29. April 1745 statt, wobei sie das Patrozinium auf Mariä Vermählung erhielt.

#### Weißgoldzimmer
Im südöstlichsten Teil im Erdgeschoß befinden sich vier Zimmer, deren weiße Wände und Decken mit goldenem Stuck aus dem Rokoko verziert sind. Dieser Dekor findet sich in den meisten repräsentativen Räumen des Schlossgebäudes. Das größte Zimmer ist das ehemalige Turnzimmer von Kaiserin Elisabeth und hat eine Länge von 13,80 Meter, eine Breite von 7,85 Meter, eine Höhe von 4,70 Meter und eine Fläche von 108 Quadratmeter. Ein Marmorkamin mit einem großen Spiegel befindet sich in der Mitte der nördlichen Wand, der Boden ist ein Parkettboden mit schwarz-weiß-braunem Rautenmuster. Die Zimmer werden für besondere Veranstaltungen verwendet.

#### Blaue Stiege

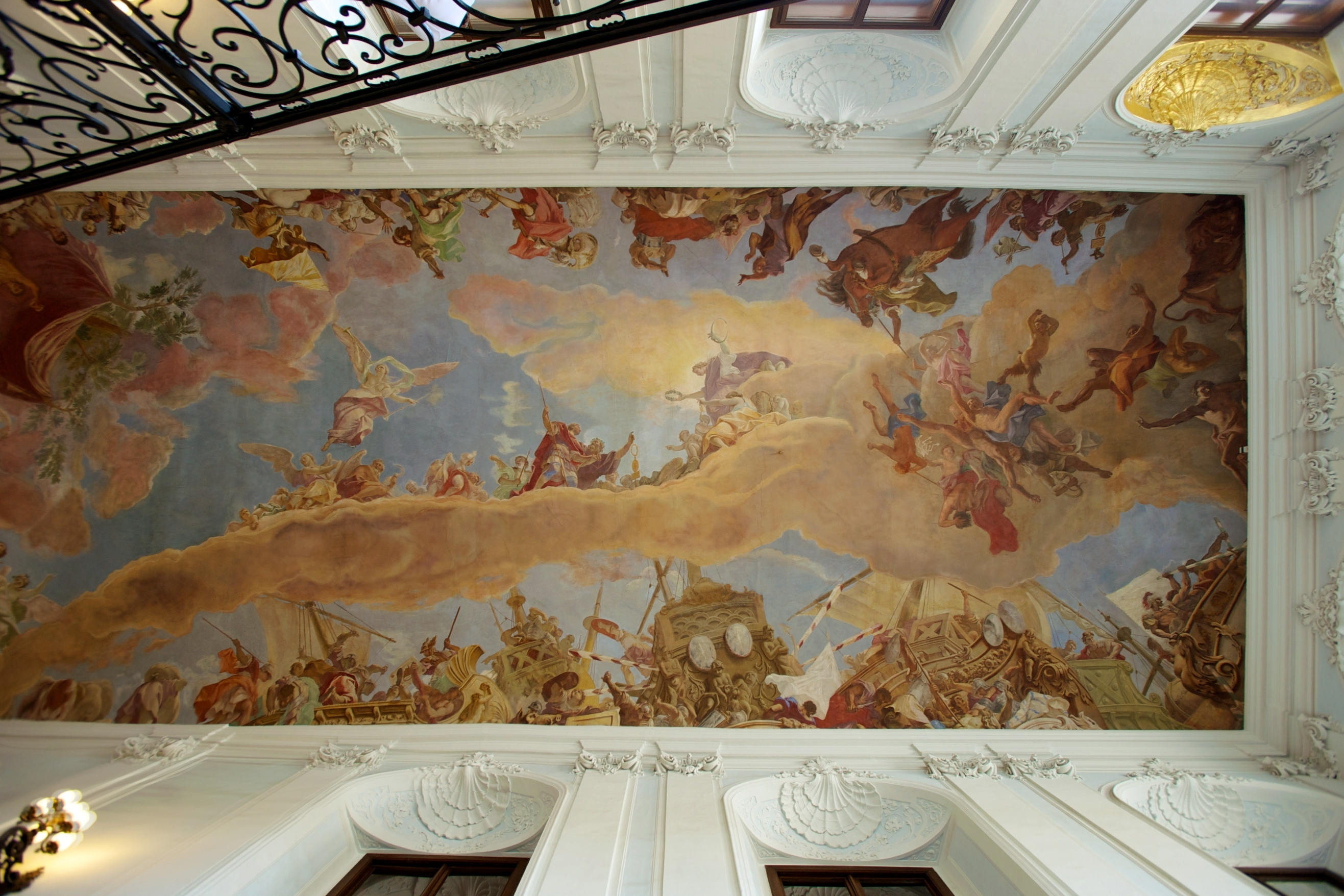
Blaue Stiege, Deckengemälde

Die repräsentative Blaue Stiege im westlichen Flügel führt vom Erdgeschoß in den ersten Stock, wo sich vorwiegend die Audienz- und Repräsentationsräume befinden. Ein dunkelblauer Läufer zieht sich über die ganze Stiege. Der Raum im ersten Stock ist einer der ältesten des Schlosses; er diente ursprünglich als Speisesaal im ehemaligen Jagdschloss von Kaiser Joseph I., damals noch Thronfolger. Im Auftrag von Maria Theresia wurde der Raum um 1745 von Nikolaus Pacassi umgebaut. Erkennbar ist die Höhe des ursprünglichen Bodens des Raumes, als es sich im ersten Stockwerk befand, da die Fenster nicht mehr ohne Hilfe einer Leiter zu öffnen sind.
Das Deckenfresko ist ein Original vom alten Speisesaal und zeigt die Verherrlichung von Thronfolger Joseph als tugendhaftem Kriegshelden, der schließlich als Sieger den Lorbeerkranz vor dem Thron der Ewigkeit empfängt. Das Fresko wurde vom italienischen Maler Sebastiano Ricci in den Jahren 1701/1702 ausgeführt. Ob der Name der Stiege vom blauen Läufer stammt oder vom blauen Himmel des Deckengemäldes, ist nicht ganz eindeutig.

#### Billardzimmer
Das Billardzimmer befindet sich am Anfang einer längeren Raumfolge von Audienz- und Privaträumen von Franz Joseph I. Die Wände sind weiß mit vergoldetem Stuck aus dem Rokoko und einem verzierten Parkettboden. Ein weiß-goldener Kamin befindet sich in der nordöstlichen, eine Uhr an der nordwestlichen Ecke. Die heutige Möbelausstattung stammt aus der zweiten Hälfte des 19. Jahrhunderts. In der Mitte befindet sich ein großer Billardtisch aus dem Biedermeier, der bereits 1830 im Inventar erwähnt wird. Das Zimmer diente als Warteraum für kaiserliche Minister, Generäle und Offiziere. Während sie auf ihre Audienz warteten, konnten sie hier Billard spielen.
Die großen Gemälde im Zimmer wurden von Zeit zu Zeit ausgetauscht. Die angebrachten zwei Gemälde handeln vom Militär-Maria-Theresia-Orden. Ein Gemälde zeigt die erstmalige Ordensverleihung im Jahre 1758; es stammt aus der Werkstatt von Martin van Meytens. Das andere Gemälde aus dem Jahre 1857 stammt von Fritz L’Allemand und zeigt Kaiser Franz Joseph I. auf der Gartenstiege anlässlich der 100-Jahr-Feier des Ordens.

#### Kinderzimmer
Das sogenannte Kinderzimmer befand sich nicht in diesem Raum, sondern lag tatsächlich im Erdgeschoß oder in den oberen Etagen des Schlosses. Es ist mit Porträts der Töchter von Maria Theresia geschmückt. Die meisten ihrer 11 Töchter wurden bereits im Jugendalter aus politischen Gründen verheiratet. Sechs Porträts in dem Zimmer wurden vom anonymen Meister der Erzherzoginnen gemalt. Die Porträts stellen die Erzherzoginnen Maria Anna, Maria Christina, Maria Elisabeth, Maria Amalia, Maria Karolina und Maria Antonia dar. In der rechten Hälfte des Raumes hängt ein Porträt Maria Theresias in Witwentracht. An der linken Seite befindet sich ein Badezimmer, das 1917 für Kaiserin Zita installiert wurde. Es ist mit Marmor verkleidet und verfügt über fließendes warmes und kaltes Wasser, eine Badewanne und eine Dusche.

#### Frühstückskabinett
Das in der Südwestecke gelegene Kabinett wurde wahrscheinlich von Kaiserin Maria Josepha, der zweiten Gemahlin Josephs II., als Frühstückszimmer genutzt. Dieses Kabinett ist eines von mehreren Beispielen für die persönliche Mitarbeit der kaiserlichen Familie an der Innenausstattung des Schlosses. In die Medaillons sind Applikationsarbeiten eingefügt, die von der Mutter Maria Theresias, Elisabeth Christine, angefertigt wurden. Sie nähte Stoffreste auf Seidenmoiree und gestaltete Blumenbouquets mit Insekten.

#### Spiegelsaal
Der Spiegelsaal stammt aus der Zeit von Maria Theresia und hat weiße Wände mit goldenen Stuckverzierungen aus dem Rokoko und rote Samtvorhänge mit weißen Gardinen. Die Möbel aus dem Rokoko sind ebenfalls in weiß-goldenem Holz, die Bepolsterung mit rotem Samt bespannt. Bestimmendes Element sind die namensgebenden sieben großen Kristallspiegel, die einander reflektieren und den Raum optisch größer erscheinen lassen. Ein marmorner Kamin befindet sich in der Mitte der nördlichen Wand. Zwei große Kristalllüster hängen von der Decke.
Vermutlich fand hier oder im angrenzenden Rosa Zimmer das erste Konzert des sechsjährigen Wolfgang Amadeus Mozart vor Kaiserin Maria Theresia und dem Hofstaat statt. Augenzeugenberichten zufolge sprang der junge Mozart nach dem Klaviervorspiel der Kaiserin auf den Schoß und umarmte und küsste sie, sehr zu ihrer Freude. Der Spiegelsaal wurde auch als Empfangssalon von Kaiser Franz Joseph I. und Kaiserin Elisabeth verwendet.

#### Große Galerie

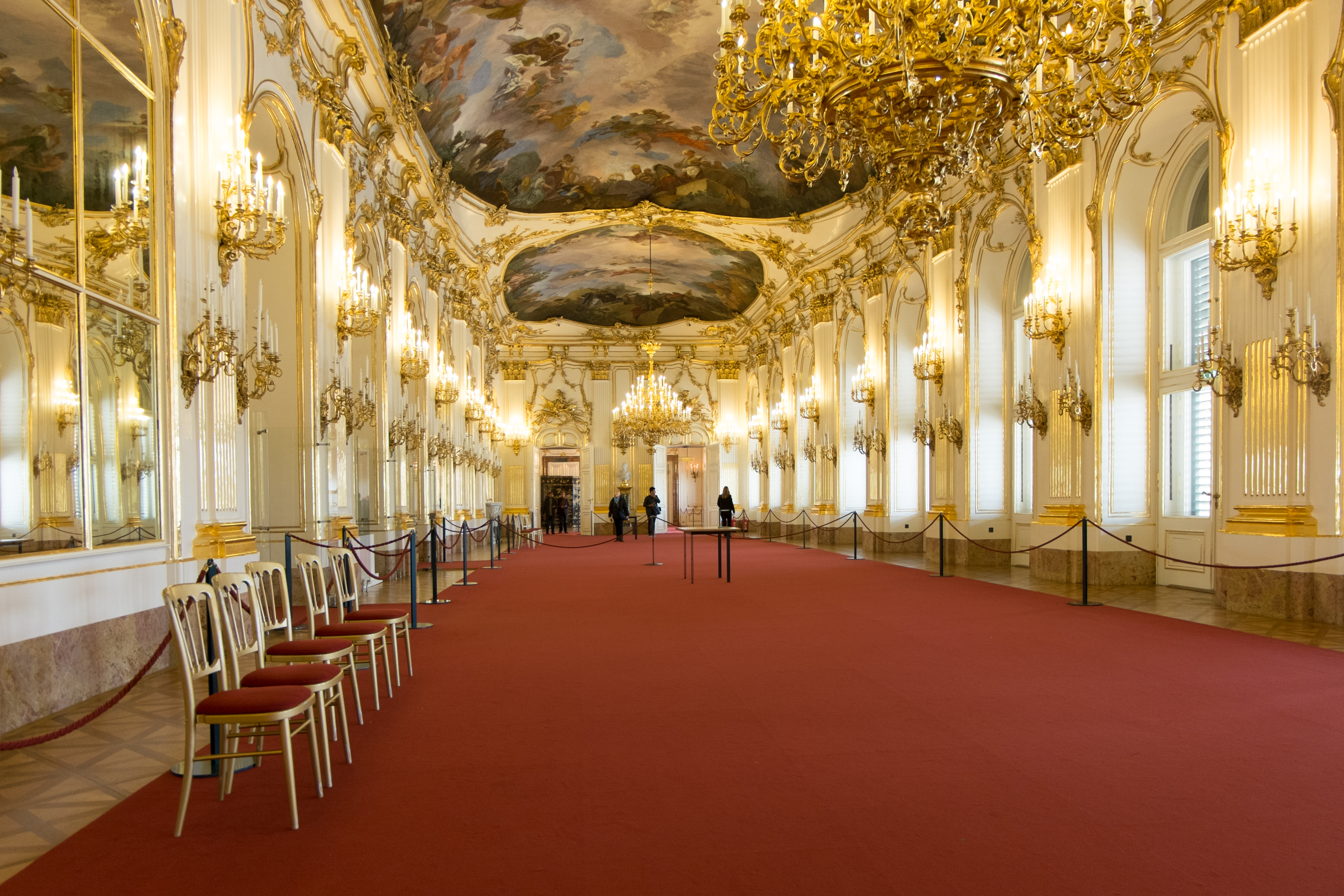
Große Galerie

Die Große Galerie ist das Herzstück mitten im Schlossgebäude. Mit einer Länge von über 40 Meter, einer Breite von fast 10 Meter und insgesamt 420 m² wurde die Große Galerie vor allem für festliche Empfänge, Bälle und als Tafelsaal verwendet. Der Raum hat hohe Fenster zum Ehrenhof mit gegenüberliegenden Kristallspiegeln. Die weißen Wände sind mit vergoldetem Stuck aus dem Rokoko verziert, die Decke ist mit drei großen Gemälden bedeckt. Über 60 vergoldete Wandleuchter und zwei schwere Lüster spendeten ursprünglich mit Kerzen Licht.
Die Decke ist von drei großen Gemälden bedeckt, sie sind Werke des italienischen Malers Gregorio Guglielmi. Das mittlere Fresko stellt das Wohlergehen der Monarchie unter der Herrschaft Maria Theresias dar. Umringt von den personifizierten Tugenden der Herrschaft thronen in der Mitte Franz Stephan und Maria Theresia. Allegorien der Kronländer mit ihren jeweiligen Reichtümern sind um diese zentrale Gruppe angeordnet. Neben Konzerten und Veranstaltungen wird die Große Galerie nach wie vor für staatliche Empfänge verwendet. 1961 fand hier das Treffen zwischen dem amerikanischen Präsidenten John F. Kennedy und dem sowjetischen Premier Nikita Chruschtschow statt. Im Frühjahr 2010 fing eine zweijährige Sanierung an. 1400 m² Wand- und Deckenfläche wurden von 15 Experten aufwendig gereinigt und restauriert. Die Kosten der Sanierung wurden auf 2,6 Millionen Euro geschätzt.

#### Zeremoniensaal

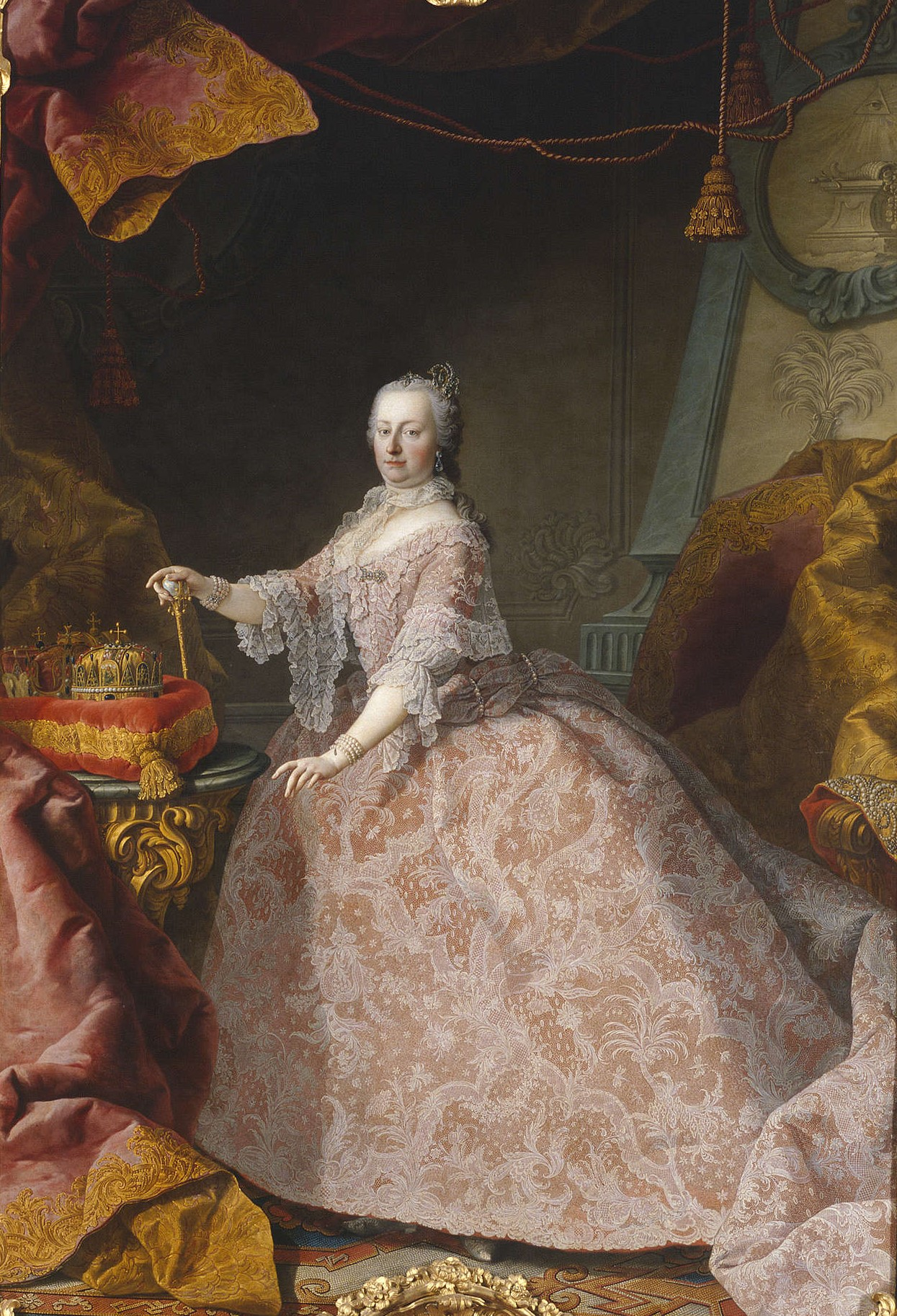
Maria Theresia, Martin van Meytens, 1755, Schloss Schönbrunn

Der Zeremoniensaal wurde in erster Linie als Vorzimmer der Appartements von Kaiser Franz Stephan von Lothringen verwendet. Hier versammelte sich die kaiserliche Familie für Feste wie Taufen, Namenstage, Geburtstage und für große Hoftafeln und um die Oratorien der Schlosskapelle zu betreten. Sechs große Gemälde sind das bestimmende Element in diesem Saal, die Maria Theresia bei Martin van Meytens und seiner Werkstatt in Auftrag gab. Fünf dieser Gemälde handeln von der Hochzeit zwischen dem Thronfolger und späteren Kaiser Joseph II. und Isabella von Parma im Jahre 1760. Die Vermählung war nicht nur ein gesellschaftliches, sondern vor allem ein politisches Ereignis; es sollte die Beziehungen zwischen dem Haus Habsburg und dem französischen Königshaus der Bourbonen verbessern.
Der Gemäldezyklus ist chronologisch geordnet, die einzelnen Gemälde zeigen die wichtigsten Höhepunkte der Feierlichkeiten. Das erste und größte Gemälde stellt den feierlichen Einzug der Prinzessin vom Schloss Belvedere zur Hofburg dar. Eine unendliche Cortege von festlichen Kutschen, Karossen und Reitern schlängelt sich durch ein Siegestor Richtung Hofburg. Die weiteren Gemälde zeigen die Trauung in der Augustinerkirche, die anschließende Hoftafel im Rittersaal und das Souper sowie abschließend die Serenade im Redoutensaal der Hofburg. Van Meytens malte die Bauwerke und Personen und ihre Kleider so detailgetreu, dass individuelle Identifikation möglich ist. Bei dem Gemälde der Serenade im Redoutensaal der Hofburg wird sogar der kleine Mozart in der rechten unteren Ecke vermutet.
In der Mitte der östlichen Wand, zwischen den Gemälden der Trauung in der Kirche und der Serenade im Redoutensaal, befindet sich ein großes Porträt Maria Theresias. Es zeigt sie stehend als „Erste Dame Europas“, in einem kostbaren Kleid aus Brabanter Klöppelspitze neben einem Tisch, auf dem sich vier Kronen auf einem roten Samtkissen mit goldenen Quasten befinden. Ihre rechte Hand ruht auf einem Zepter, mit ihrer linken Hand deutet sie auf die Kronen ihrer Würde: die Reichskrone, die böhmische Wenzelskrone, die ungarische Stephanskrone sowie den österreichischen Erzherzogshut.

#### Vieux-Laque-Zimmer

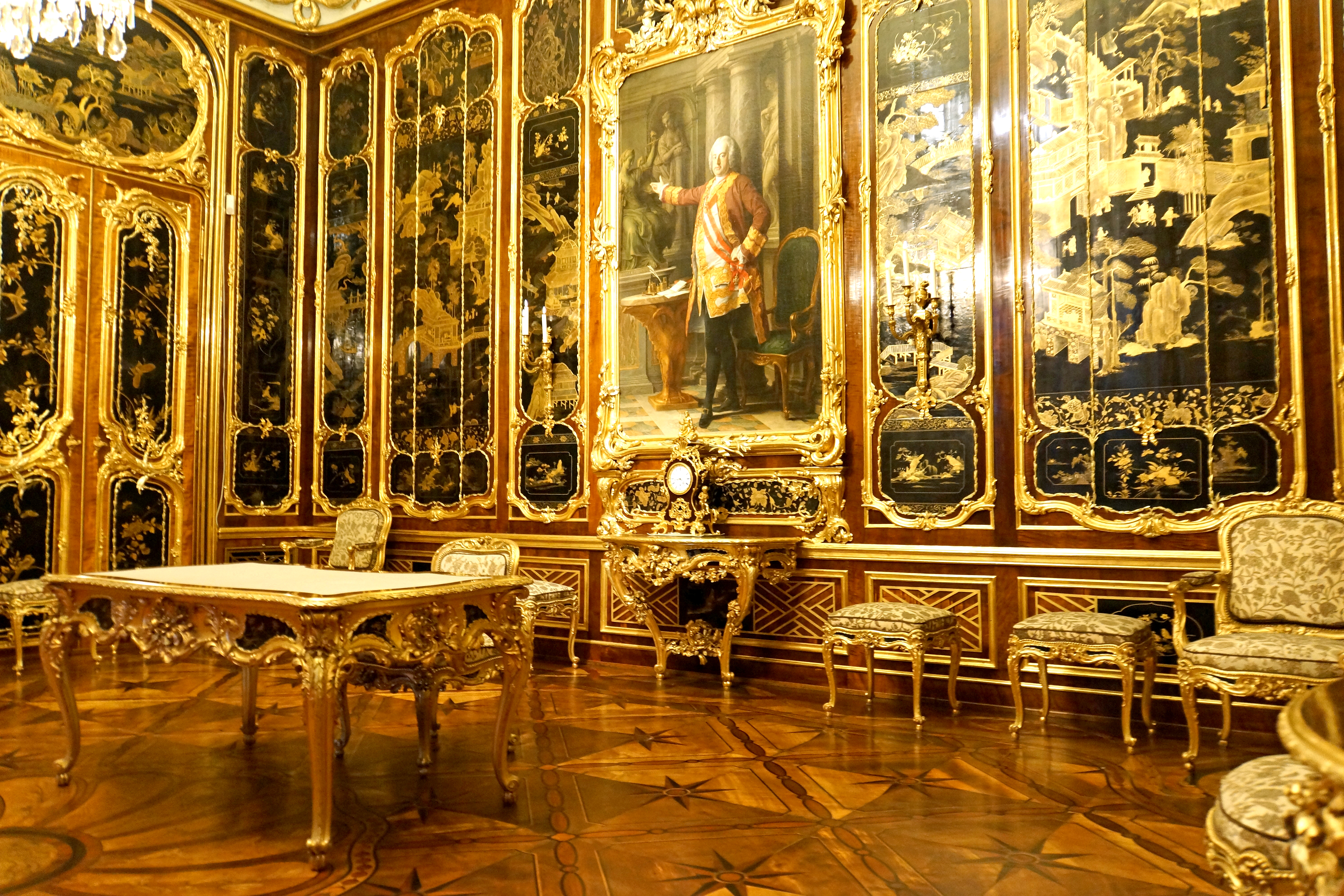
Vieux-Laque-Zimmer

Das ehemalige Arbeitszimmer des römischen Kaisers Franz I. Stephan von Lothringen nennt sich Vieux-Laque-Zimmer. Nach seinem Tod 1765 ließ seine Witwe Maria Theresia sein Zimmer als Gedächtnisraum umgestalten. Das Zimmer ist vom Boden bis zur Decke mit Nussholz vertäfelt. Zwischen dem Nussholz sind schwarze Lacktafeln aus Peking eingesetzt, die mit vergoldeten Rokoko-Rahmen versehen sind. Weiters befinden sich hier drei Porträts: In der Mitte hängt das Gemälde von Franz I., welches vier Jahre nach seinem Tod im Jahre 1769 von Pompeo Batoni vollendet wurde. Auf der rechten Seite befindet sich das Gemälde von Kaiser Joseph II. und seinem jüngeren Bruder Leopold, Großherzog der Toskana, dem späteren Kaiser Leopold II. Dieses Gemälde wurde ebenfalls von Batoni im Jahre 1769 ausgeführt. Der ursprüngliche Wandschirm zeigte reale sowie fantasievolle Szenen aus der chinesischen Landschaft. Erkennbar sind Motive mit Seen, Felsen, Pavillons und Berge, auf denen Heilige und Genien ruhen, sowie Paläste, Jagd- und Alltagsszenen des chinesischen Adels mit seiner Dienerschaft. Glück und Reichtum oder Vergänglichkeit und Unsterblichkeit werden durch Tier-, Früchte- und Blumenmotive symbolisiert.
Die Lacktafeln waren ursprünglich Teil eines chinesischen Paravents, der in Einzelteile als Wanddekoration zersägt wurde. Durch die Zersägung entstanden Risse, die mit der Zeit stärker wurden. Die Einzelteile wurden dem ästhetischen Anspruch des Zimmers angepasst, nicht nach der ursprünglichen, chinesischen Anordnung. Feuchtigkeit und Temperaturschwankungen griffen die Lacksubstanz im Laufe der Zeit weiter an, Ultraviolettlicht bleichte die Goldoberflächen aus. Die Risse und die Oberfläche wurden zwar mehrmals ausgebessert, aber eine grundlegende Sanierung fing 2002 an und dauerte drei Jahre. Die letzte Sanierung davor geschah 1872, als das Schloss für die Weltausstellung 1873 herausgeputzt wurde. Für die Sanierung wurden die 138 größeren und 84 kleinen Tafeln der Wände, Türfüllungen und Supraporten nacheinander abmontiert, restauriert und wieder eingefügt. Ältere, fehlerhafte Reparaturen wurden entfernt und fachgerecht ausgebessert um die Tafeln wieder zum ursprünglichen Erscheinungsbild zurückzuführen. Um die Tafeln in Zukunft besser zu schützen, wird das Zimmer kontinuierlich vom Sonnenlicht abgeschirmt und ist nur mit gedämpftem, elektrischem Licht beleuchtet.

#### Napoleonzimmer
Als Napoleon in den Jahren 1805 und 1809 Wien besetzte, wählte er das Schloss als Hauptquartier. Während dieser Zeit benutzte er vermutlich diesen Raum als Schlafzimmer. Durch seine Vermählung mit Erzherzogin Marie-Louise von Österreich, der Tochter von Kaiser Franz II./I., im Jahre 1810 sollte der Friede zwischen den beiden Reichen besiegelt werden. Aus dieser Verbindung ging der Sohn Napoleon Franz Bonaparte hervor, der später von seinem Großvater Kaiser Franz I. zum Herzog von Reichstadt ernannt wurde. Nach der Niederlage und Abdankung Napoleons brachte Marie-Louise ihren zweijährigen Sohn nach Wien. Hier wuchs er am Hofe seines Großvaters wohlbehütet auf. Als Liebling des Großvaters teilte er dessen Interesse für Botanik. Der junge Herzog verstarb in diesem Zimmer im Jahre 1832 im Alter von 21 Jahren an Tuberkulose. Im Raum befinden sich seine Totenmaske und eine konservierte Haubenlerche, die sein geliebtes Haustier war.

#### Porzellanzimmer
Das Porzellanzimmer diente Maria Theresia als Spiel- und Arbeitszimmer. Das blau-weiß bemalte, holzgeschnitzte Rahmenwerk imitiert Porzellan und überzieht den gesamten Raum bis zur Decke. Die Entwürfe zur Dekoration der Wände stammen vermutlich von Maria Theresias Schwiegertochter Isabella von Parma. 213 blaue Tuschzeichnungen sind in das Rahmenwerk eingefügt. Sie stammen von Kaiser Franz I. Stephan und einigen seiner Kinder und wurden nach Vorlagen von François Boucher und Jean-Baptiste Pillement ausgeführt.

#### Millionenzimmer
Das Millionenzimmer ist eines der kostbarsten im ganzen Schloss. Ursprünglich als Feketin-Kabinett bezeichnet, erhielt dieser Raum aufgrund seiner überaus wertvollen Vertäfelung aus Palisanderholz die Bezeichnung. In 60 Rokokokartuschen sind indo-persische Miniaturen eingelassen, die Szenen aus dem Privat- und Hofleben der Mogulherrscher im Indien des 16. und 17. Jahrhunderts zeigen.
Um die Miniaturen den asymmetrischen Formen der Kartuschen anzupassen, wurden die Einzelblätter von Mitgliedern der kaiserlichen Familie zerschnitten und in einer Art Collage zu neuen Bildern wieder komponiert. Der Luster ist eine Wiener Handarbeit von 1760 und ist aus Bronze, mit Emaille-Blumen verziert. Die Büste hinter dem Sofa zeigt Maria Theresias jüngste Tochter Erzherzogin Marie-Antoinette, die spätere Königin von Frankreich. An beiden Seiten des Raums sind Kristallspiegel angebracht, die sich gegenseitig reflektieren und so die Illusion eines unendlichen Raumes erzeugen.

#### Schlosstheater

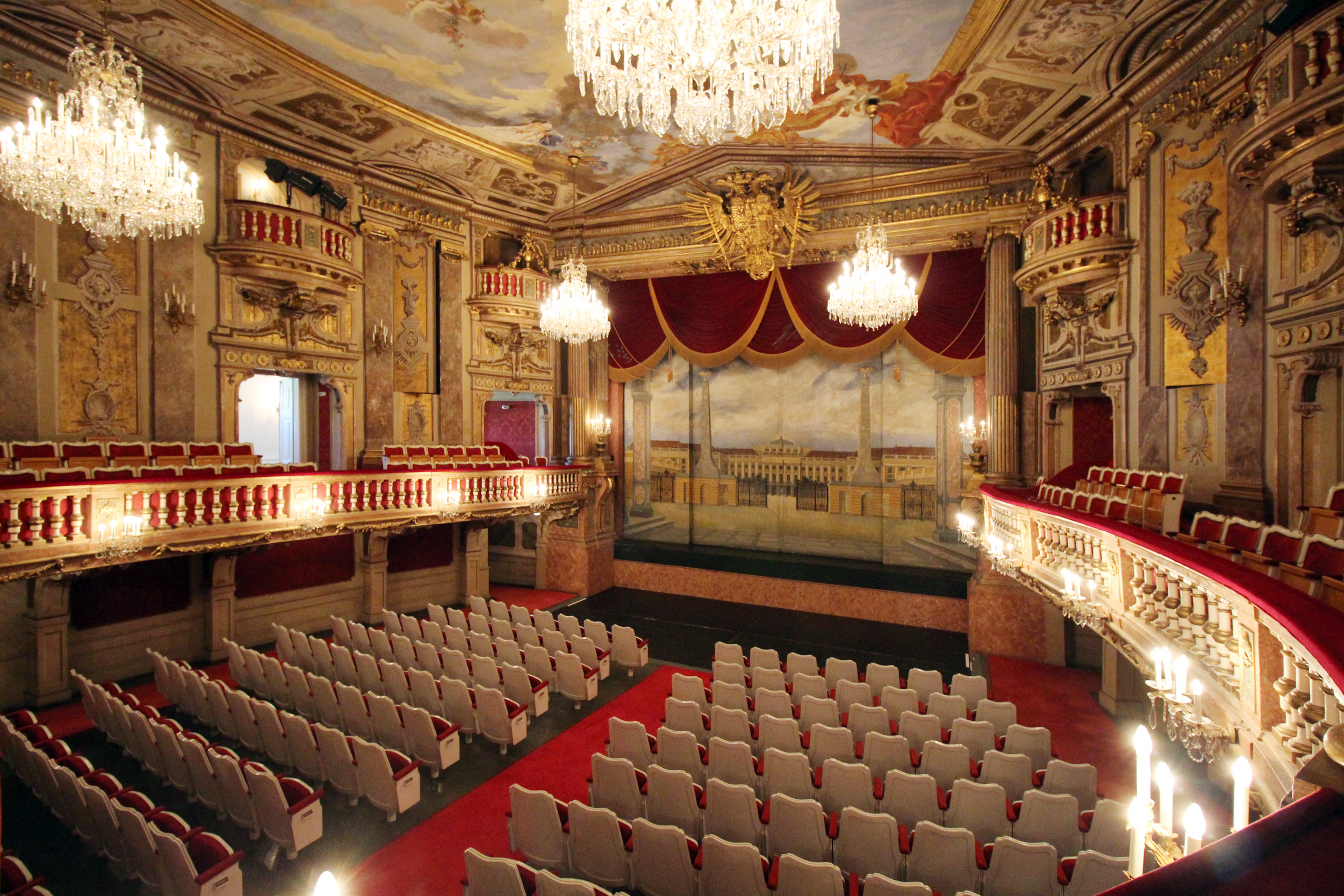
Schlosstheater

Rechts im Eingangsbereich des Vorhofes befindet sich das Schlosstheater, das 1745 erbaut und bereits 1747 eröffnet wurde und immer noch bespielt wird.

#### Miniaturenkabinett
Neben dem Millionenzimmer befindet sich das Miniaturenkabinett. Die Wände dieses vergleichbar kleinen Raumes sind mit einer Vielzahl von kleinen und zum Teil signierten Bildern ausgestattet, die vom Gemahl und den Kindern Maria Theresias stammen. Die Wände und Decke sind mit Stuck aus dem Barock verziert, der Parkettboden weist ein Rautenmuster in drei Holzarten vor. In den weiß gestickten Spitzengardinen befindet sich in der Mitte der kaiserliche Doppeladler. Diese stammen aus der Zeit von Franz Joseph I.

#### Gobelinsalon
An den Wänden des Raumes hängen Brüsseler Tapisserien aus dem 18. Jahrhundert, genannt Gobelin, die Markt- und Hafenszenen zeigen. Der große Gobelin in der Mitte stellt den Hafen von Antwerpen dar. Antwerpen war damals ein Teil der österreichischen Niederlande. Die sechs Fauteuils sind ebenfalls mit Tapisserien überzogen und zeigen die zwölf Monate des Jahres mit den dazugehörigen Tierkreiszeichen. Zuletzt wurde der Salon von Erzherzogin Sophie, der Mutter Kaiser Franz Josephs I., als Wohnsalon genutzt. Nach dem Tod der Erzherzogin erhielt der Raum im Jahre 1873 anlässlich der Wiener Weltausstellung die noch bestehende Ausstattung.

#### Schreibzimmer Erzherzogin Sophies
Ursprünglich diente der Raum als Bibliothek. Hinter den Täfelungen, die geöffnet werden können, befinden sich die Bücherregale. Im 19. Jahrhundert wurde der Raum als Schreibzimmer von Erzherzogin Sophie, der Mutter von Kaiser Franz Joseph I., eingerichtet und war somit ein Teil der Appartements der Eltern von Kaiser Franz Joseph.

#### Roter Salon
Der Rote Salon erhielt seinen Namen von den bespannten Seidentapeten an den Wänden. Die Vorhänge sind aus roter Samt und Seide hergestellt, der Teppich ist ebenfalls in Rot gehalten. Im Salon befinden sich mehrere Staatsportraits von Kaisern im Ornat des Ordens vom Goldenen Vlies, unter anderem von Leopold II., seinem Sohn und Nachfolger Franz II./I., dessen Sohn Ferdinand I. sowie von dessen Gattin Maria Anna von Savoyen. Die Doppelportraits von Kaiser Ferdinand I. und Kaiserin Maria Anna wurden von Leopold Kupelwieser gemalt.

## Die Parkanlage

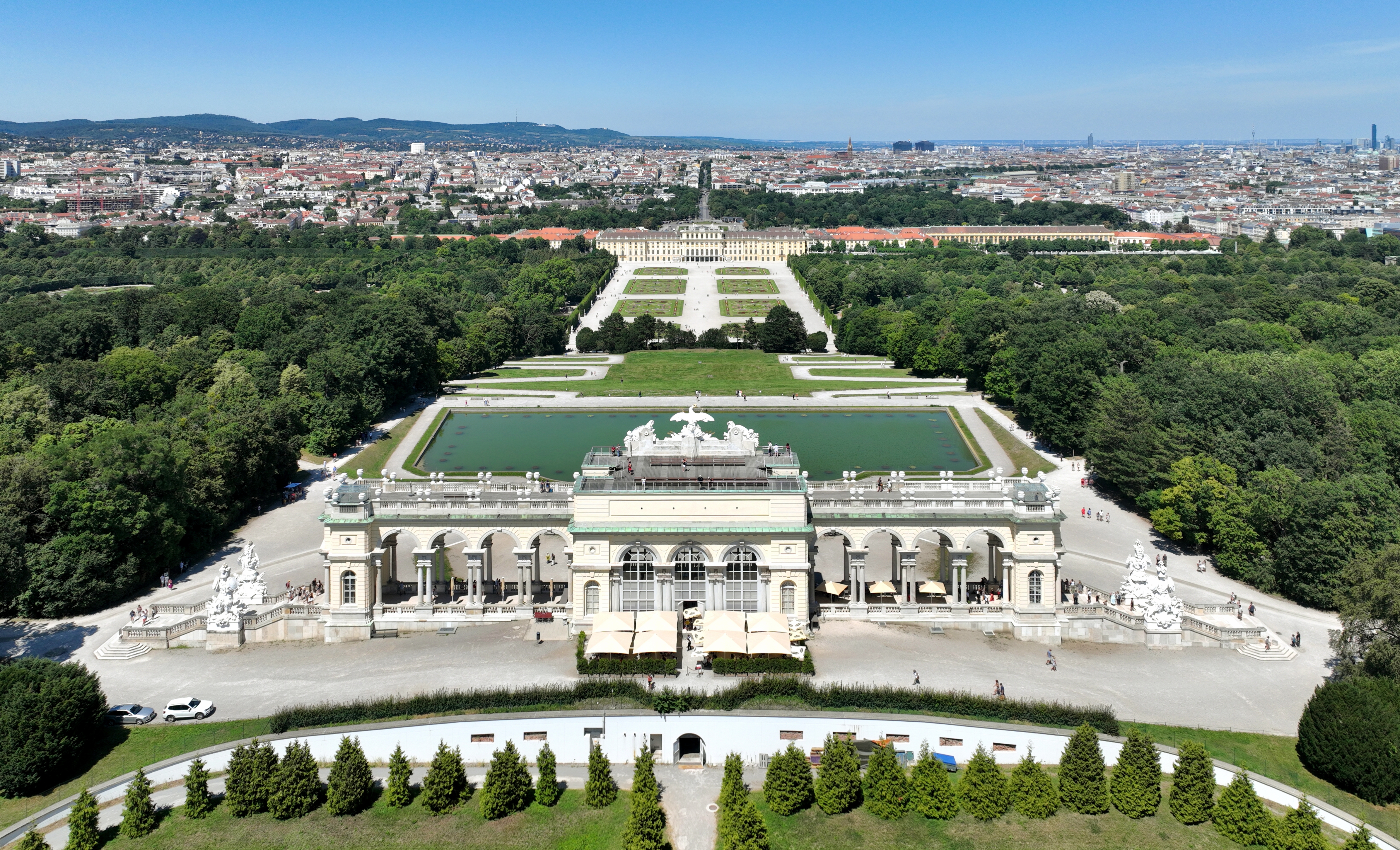
Blick über den Park Schönbrunn

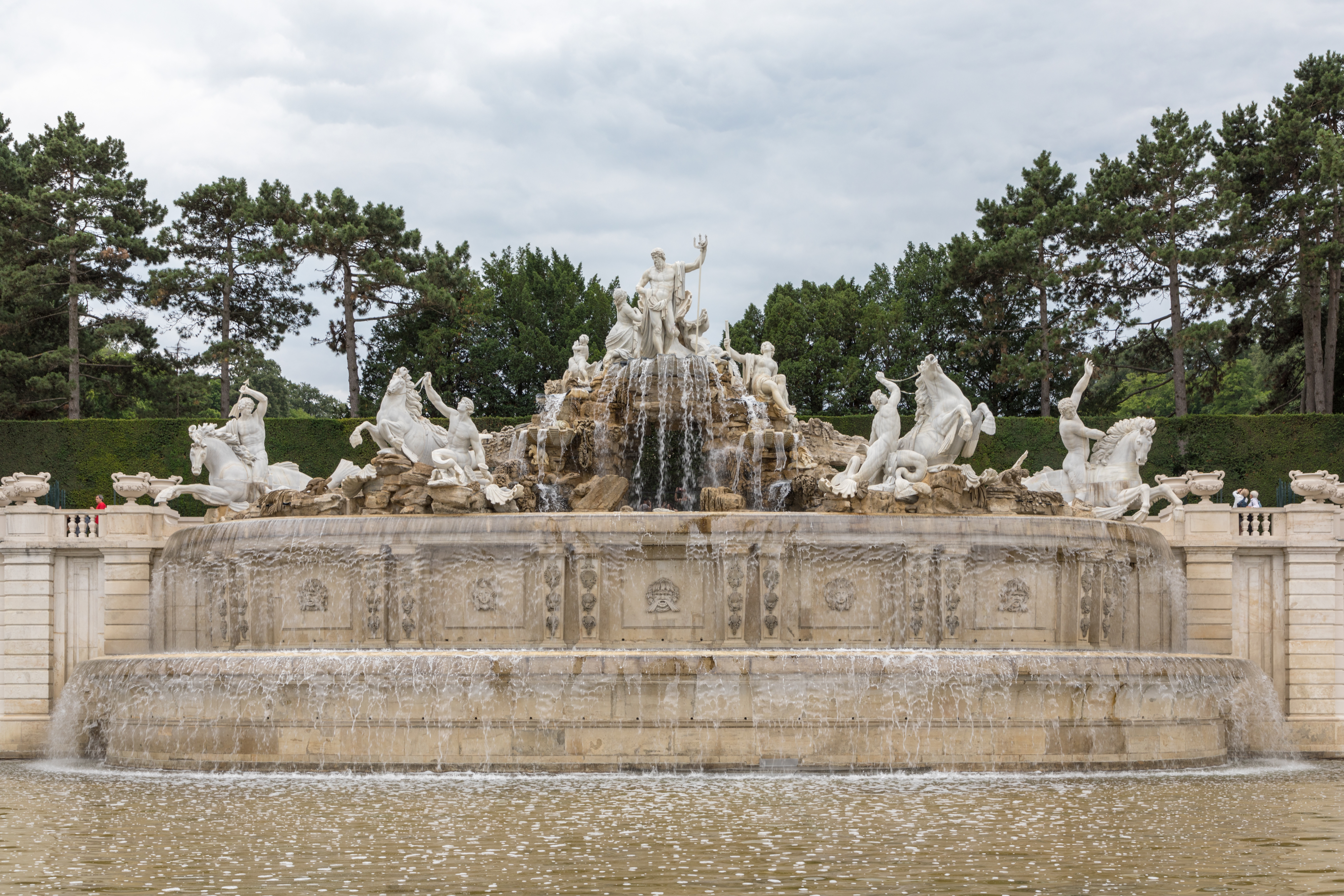
Neptunbrunnen

Gloriette

Das Schloss und sein Park bilden ein untrennbares Ensemble. Zwar ist die Anlage bereits in Fischer von Erlachs Entwurf skizziert, doch geht die gartenarchitektonische Gestaltung auf Jean Trehet, einen Schüler Le Nôtres, zurück, der 1695 mit den Planungen begann und bis 1699 ständig in Schönbrunn beschäftigt war. Späteres, wenigstens zeitweiliges Wirken ebenda ist anzunehmen. Auf Trehet geht die Breite des Parterres zurück (das sich damals aber vermutlich nur in halber jetziger Länge erstreckte), und er ließ die seitlich davon liegenden Boskette anlegen. Zu Trehets Anlage gibt es zwar Notizen, doch leider keine Abbildungen. Nachdem Maria Theresia 1742 das Schloss zur Sommerresidenz erkoren hatte, wurde das Parterre um 1750 auf die jetzige Größe erweitert. Um die Umgestaltung der Anlage kümmerte sich insbesondere Kaiser Franz I. Stephan, der 1752 den Tiergarten und 1753, auf dafür zugekauftem Grund, der westlich an das bisherige Areal anschloss, den Holländisch-Botanischen Garten einrichten ließ. Er beauftragte damit den Holländer Adrian van Steckhoven und seinen Gehilfen Richard van der Schot. Zwar wurde 1755 das jetzige Orangeriegebäude fertig gestellt, doch Pläne für die Gestaltung des Hügels gediehen zu Lebzeiten des Kaisers nur so weit, dass eine das Parkett fortführende Schneise in den Wald geschlagen wurde.
Erst sieben Jahre nach dem Tode ihres Gemahls gab Maria Theresia eine gründliche Umgestaltung des Hügels und des Parks in Auftrag, und zwar an Hetzendorf von Hohenberg, den ihr Berater Kaunitz bereits 1765 bei Hof eingeführt hatte. Hohenbergs erstes Projekt (1771/1772) sah ein großes Bassin auf der Anhöhe vor, das eine Anzahl von Springbrunnen speisen sollte, beispielsweise neben dem Neptunbrunnen vier weitere im Großen Parterre. Die Bauarbeiten wurden 1773 begonnen. Ein in der Mittelachse des Parterres seit etwa 1700 bestehendes sternförmiges Becken wurde in das westliche Boskett versetzt, wo es als Sternbassin oder Westlicher Najadenbrunnen besteht. Erst 1776/1777 stellte sich endgültig heraus, dass der Wasserbedarf der Brunnen von Hohenbergs erstem Entwurf nicht gedeckt werden konnte, weshalb zwölf bereits gegrabene Brunnenbecken wieder zugeschüttet wurden, die vier im Großen Parterre, die anderen am Hang. Hohenberg vollendete stattdessen den Obeliskbrunnen (1777) und die Ruine (1778) und konzentrierte sich danach auf die Gestaltung des Neptunbrunnens. Dieser konnte 1780, noch zu Lebzeiten Maria Theresias, in Betrieb genommen werden.
Der Park wurde um 1779 von Kaiser Joseph II. zum Unmut des Hofadels der Öffentlichkeit zugänglich gemacht und stellt seither ein wichtiges Erholungsgebiet für die Wiener Bevölkerung dar. Bedeutender Hofgartendirektor war Friedrich Leo von Rottenberger, der die Leitung von 1918 bis 1934 erfolgreich innehatte. Nach dem Ende der Monarchie wurden die Gärten von den Bundesgärten Wien Innsbruck verwaltet. Nachfolger von Rottenberger wurde Franz Matschkai. Derzeit liegt die Leitung bei Brigitte Mang. Das Endziel des römischen Kaisertums wird vor allem in den drei Parkbauten angesprochen: Nach ruhmreich beendeten Kriegen (Gloriette) herrscht das Haus Habsburg als Nachfolger der römischen Kaiser über die Welt bis ans Ende der Zeiten (Obelisk), während seine Feinde dem Untergang geweiht sind (Ruine).

### Großes Parterre
Das Zentrum des Parks bildet das Große Parterre, das sich seit etwa 1780 an der Hauptachse der Anlage bis zum Gloriette-Hügel erstreckt. (Es hatte um 1750 bloß die halbe Größe, und etliche spätere Ideen konnten nicht umgesetzt werden. Insbesondere ein Entwurf von etwa 1770, der vier große Springbrunnen vorsah, war mangels Wassers nicht realisierbar.) Die 32 Skulpturen, die am Rand des „großen Parterres“ aufgestellt wurden, entstanden, wie die übrigen Figuren im Park, großteils im Atelier von Johann Christian Wilhelm Beyer und nach seinem Konzept. Sie stellen Gestalten aus der griechisch-römischen Mythologie oder deren Geschichte dar.

### Neptunbrunnen
Am Fuß des Hanges steht der beeindruckende Neptunbrunnen, der mit überlebensgroßen Figuren das Parterre optisch abschließt und gleichzeitig den Übergang zum Hügel bildet. Nach vierjähriger Bauzeit konnte er noch kurz vor dem Tode Maria Theresias vollendet werden. Die dargestellte Meerfahrt des Neptun steht als Gleichnis für den Fürsten, der sein Land über die Fährnisse des Schicksals hinwegzulenken versteht.

### Römische Ruine
Die von Hohenberg entworfene und 1778 errichtete künstliche Ruine orientiert sich an Piranesis Darstellungen der Ruine des römischen Vespasian-und-Titustempels. Sie hieß zunächst Ruine von Karthago. Bei der Restaurierung, die 2003 abgeschlossen war, wurde anhand eines zeitgenössischen Aquarells und auf den Steinen verbliebener Farbreste die ursprüngliche Färbelung wieder aufgebracht.
Die Anlage besteht aus einem mächtigen Rundbogen und seitlichen Mauerflügeln, die ein rechteckiges Bassin umfassen und dabei den Eindruck eines versinkenden antiken Palastes erwecken. Im Bassin befindet sich auf einer künstlichen Insel eine von Beyer geschaffene Figurengruppe aus Sterzinger Marmor, welche die Flussgötter von Moldau und Elbe darstellt. Auf halber Höhe des Hanges im Hintergrund, exakt in der Achse des Torbogens, überragt die Statue des die Mächte des Bösen bekämpfenden Herkules das Ensemble. Geplant war, von dort aus Wasserkaskaden, einer Sintflut gleich, auf Karthago hinzuleiten, was jedoch nie umgesetzt wurde: Es mangelte an Wasser und Geld. In der bestehenden grasbewachsenen Schneise sind die dafür angelegten Terrassen jedoch noch erkennbar.
Künstliche Ruinen, die im Zuge der aufkommenden Romantik ab Mitte des 18. Jahrhunderts sehr beliebt wurden, symbolisieren ambivalent den Untergang einstiger Größe ebenso wie den Bezug zur eigenen heroischen Vergangenheit (indem sie deren vorgebliche Überreste verherrlichen). Dies erklärt die Umdeutung des Gemäuers, das erst seit etwa 1800 Römische Ruine genannt wird und dadurch den Anspruch der Habsburger ausdrückt, dieses Imperium fortzuführen. Unweit davon ergänzt der kurz zuvor errichtete Obelisk-Brunnen das ikonographische Programm der Gartengestaltung und vertieft denselben Anspruch. Hauptabmessungen: Länge 35,4 m, Breite 20,35 m und Höhe 15,76 m.

### Obeliskbrunnen
Der Obeliskbrunnen wurde ebenfalls von Hohenberg geplant und, wie in der vergoldeten Sockelinschrift kundgetan, 1777 vollendet. Ein Grottenberg, der sich aus dem Becken erhebt, wird von Flussgottheiten bevölkert und von einem Obelisken bekrönt, der auf vier goldenen Schildkröten ruht. An der Spitze ein vergoldeter Adler: Symbol absoluter Stabilität, hier mit ausdrücklichem Bezug auf die Pharaonen, und Ausdruck des Fortdauerns des Hauses Habsburg. Die zur Verherrlichung der Herrscher in den Obelisken geschnittenen Hieroglyphen waren zu diesem Zeitpunkt allerdings noch längst nicht entschlüsselt.

### Gloriette
Die Gloriette wurde 1775 auf dem Hügel über dem Neptunbrunnen errichtet. Sie erinnert an die Schlacht von Kolin am 18. Juni 1757, wo im Siebenjährigen Krieg der Vormarsch des preußischen Königs Friedrich II. auf Wien gestoppt wurde.
Die Kleine Gloriette befindet sich am bewaldeten Berghang und in der Nähe des Einganges Maria-Theresien-Tor.

### Schöner Brunnen

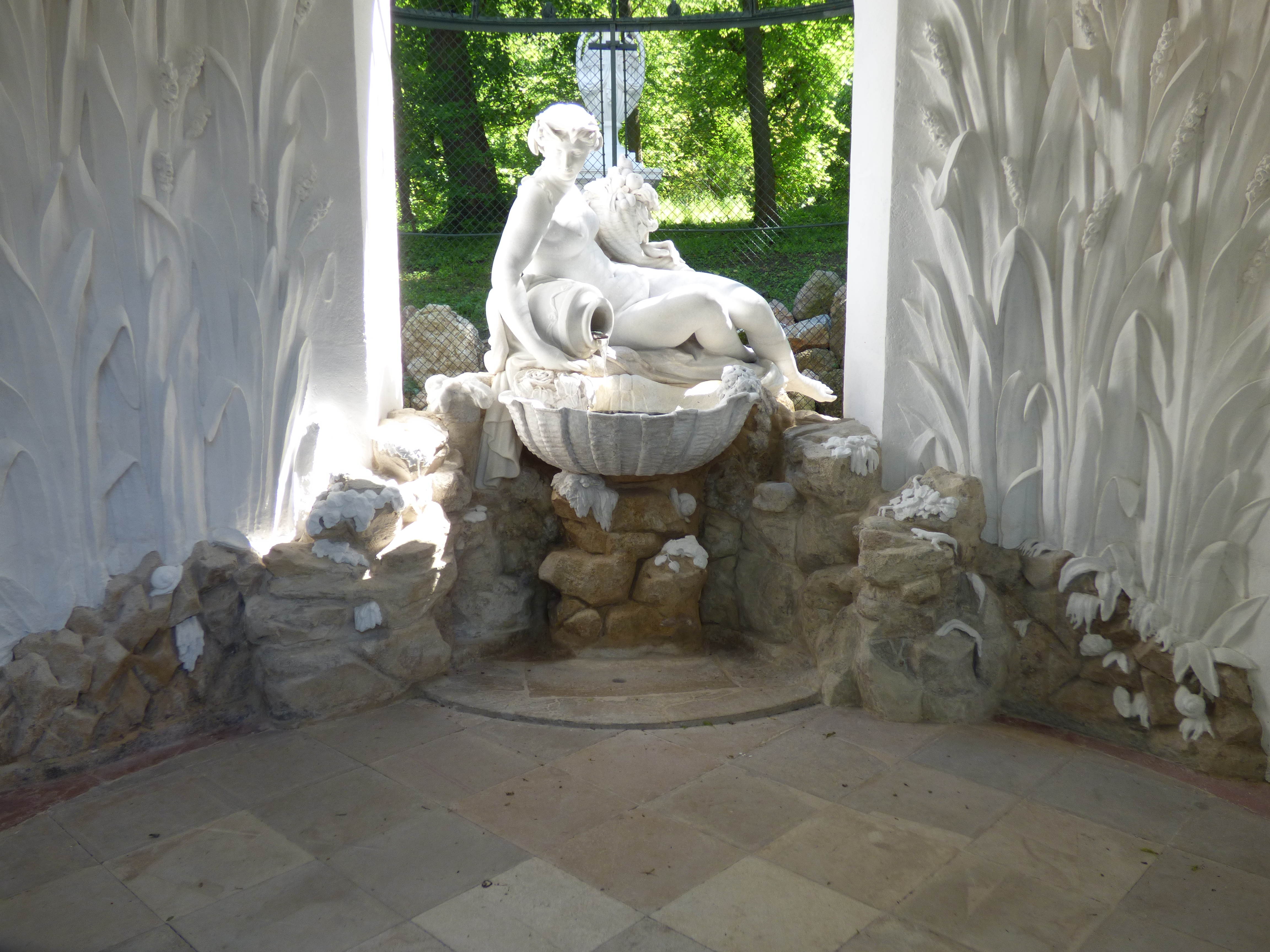
Schöner Brunnen

Wenig abseits liegt der Schöne Brunnen, der dem Schloss und der Anlage den Namen gab. Ein vom Hofgärtner Adrian van Steckhoven errichtetes Brunnenhaus wurde 1771 durch einen Neubau von Hofarchitekt Isidore Canevale ersetzt. Es hat die Form eines Pavillons mit quadratischem Grundriss und ist auf der Vorder- und Rückseite durch einen Rundbogen geöffnet. Vor der Rückwand befindet sich mittig, auf einem Becken ruhend, eine allegorische Statue der Quellnymphe Egeria. Sie stammt von Wilhelm Beyer und wurde 1780 aufgestellt. Ihr rechter Arm umfasst die Vase, aus der einst das Quellwasser floss. Die Innenwände des Hauses sind reliefartig mit Tropfstein- und Pflanzendekor überzogen, die Außenseite trägt Tropfsteindekor.
Die Inschriftenplatte in der rechten Seitenwand, mit Doppelinitialen MM und Bügelkrone, wurde erst 1960 in den Brunnen versetzt. Sie war zuvor in der Umfassungsmauer des Schlossparks, nahe dem Maria-Theresientor, verbaut, wo sich noch heute ein fast identer Stein befindet. Die Inschrift wurde eindeutig Kaiser Maximilian II. (1527–1576) zugewiesen. Die Geschichte von der Auffindung der Quelle durch Kaiser Matthias gilt mittlerweile als Legende. Das Bauwerk erstrahlt seit seiner Restaurierung 2012–2014 wieder in Weiß. Aus dem Brunnen wurde bis zum Bau der Hochquellenwasserleitung Trinkwasser für den Hof entnommen, das täglich in die Hofburg gebracht wurde.

### Taubenhaus

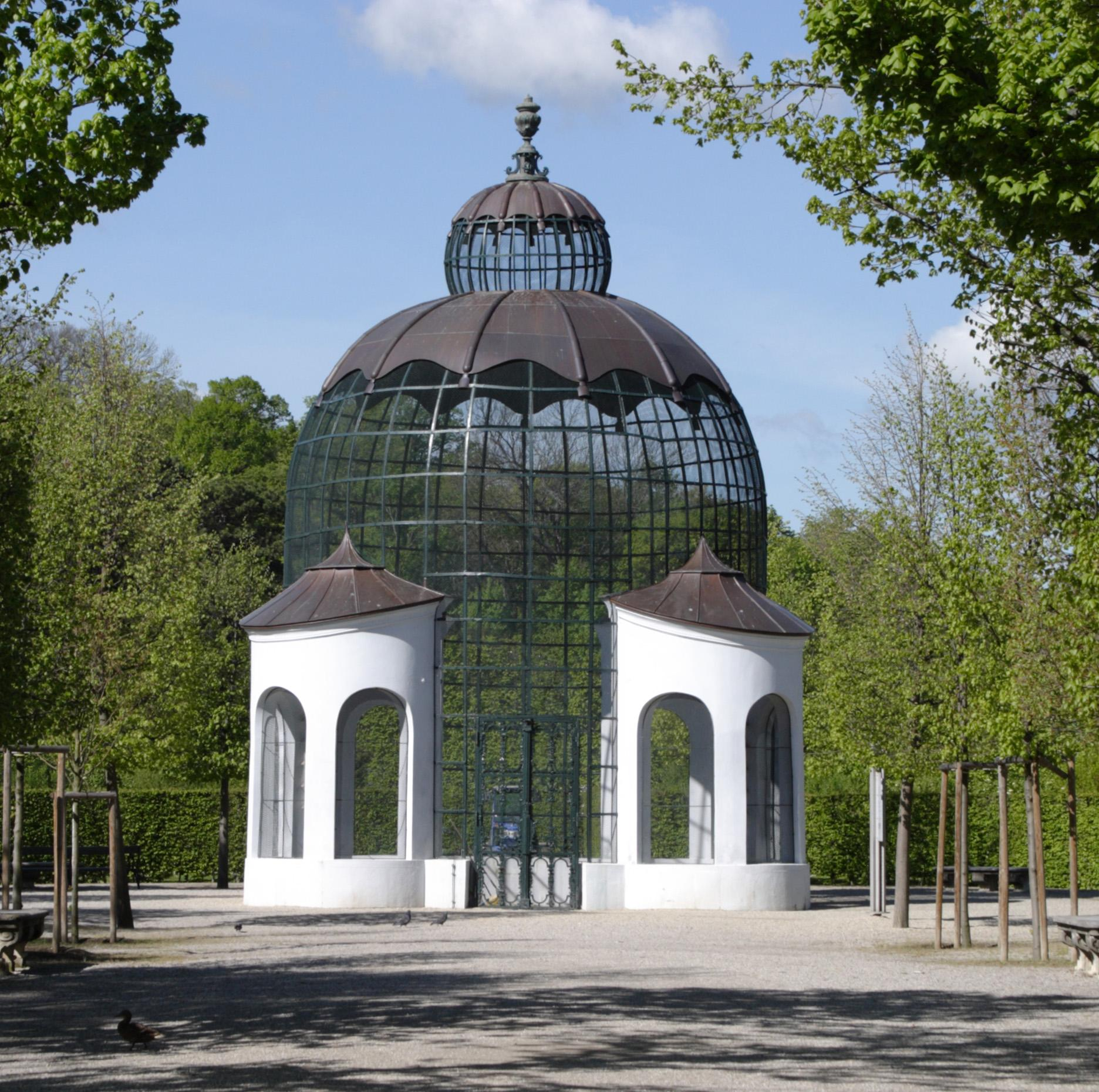
Taubenhaus 2012

Das Taubenhaus wurde bereits um 1750 errichtet. Es ist eine hohe runde Voliere aus Drahtgitter, den oberen Abschluss bildet ein kupfernes kuppelartiges Dach, das von einem Knauf bekrönt wird. Dem luftigen Rundbau wurden vier gemauerte Nischen angefügt, um den Vögeln Schlafplätze zu bieten. Das Wegesystem, das um die Anlage herumführt, wurde um 1760 in ringförmigen und radialen Gängen angelegt, die im Schönbrunner Jargon „Ringelspiel“ genannt werden. Das Haus wurde durch die wachsenden Bäume im Lauf der Zeit verdeckt und geriet „aus den Augen“. Die mit Anerkennung als UNESCO-Weltkulturerbe verbundenen Auflagen nötigten die Betreiber, Bäume und Sträucher in der Nähe des Hauses so weit zu stutzen, dass es wieder im Sinn der früheren Gartengestaltung zur Geltung kommt.

### Palmenhaus

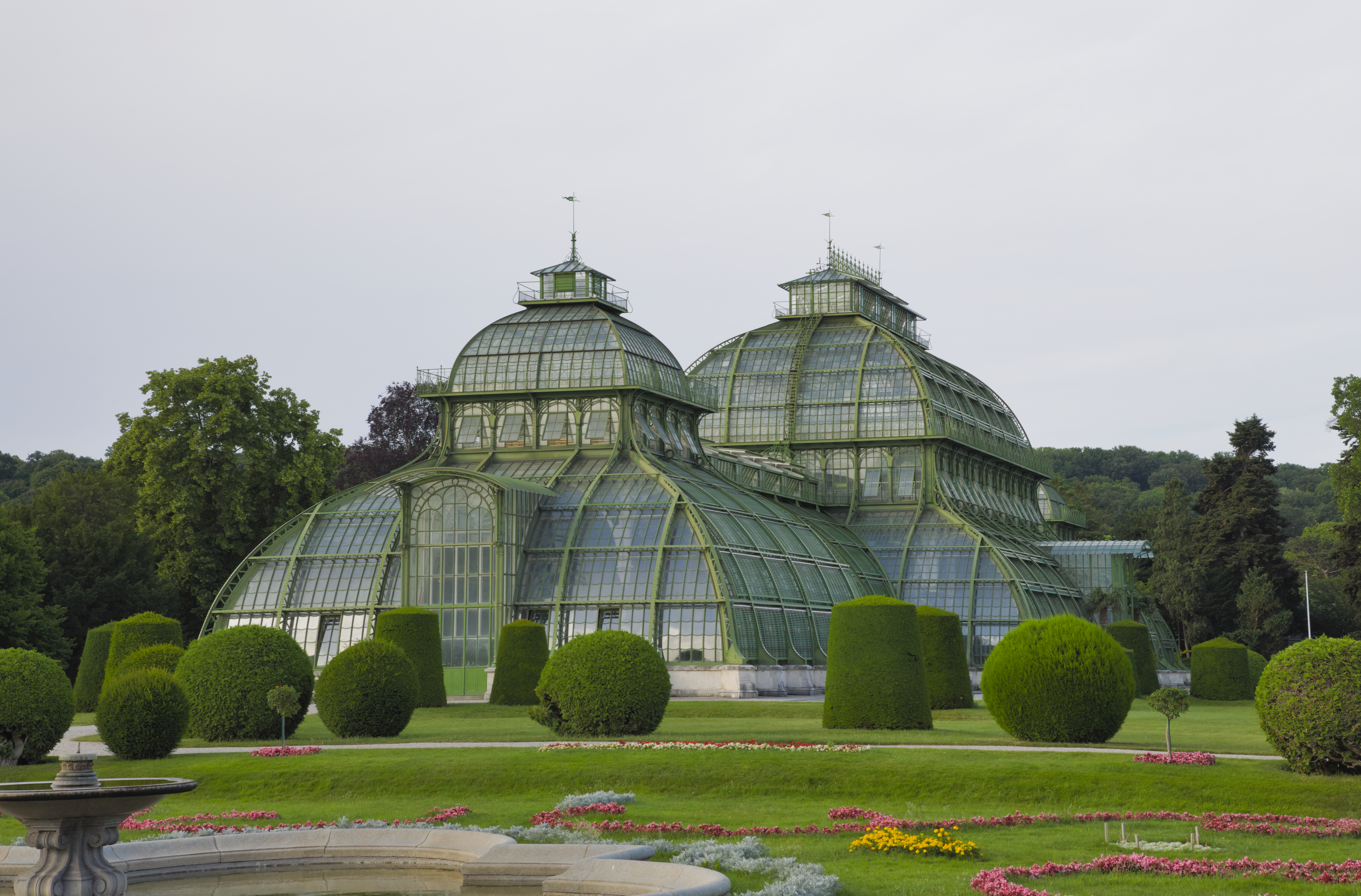
Palmenhaus

Eine weitere Hauptattraktion im Schlosspark ist das Palmenhaus. Es wurde von Kaiser Franz Joseph I. 1880 bei seinem Hofarchitekten Franz Xaver Segenschmid in Auftrag gegeben, um die bis dahin auf mehrere Glashäuser verteilten umfangreichen aus aller Welt zusammengetragenen habsburgischen Pflanzensammlungen in würdigem Rahmen zu präsentieren, und nach nur zwei Jahren Bauzeit eröffnet. 1883 war die erste Bepflanzung abgeschlossen. Mit einer Gesamtlänge von 111 m, einer Breite von 28 m und einer Höhe von 25 m ist das Palmenhaus Schönbrunn das größte Glashaus des europäischen Festlands und eines der drei größten der Welt. Es beherbergt rund 4500 Pflanzenarten, von denen nur ein Teil fest eingepflanzt ist, ein größerer Teil aber je nach Saison als blühende Kübelpflanzen präsentiert wird.

### Sonnenuhrhaus
Eine weitere Attraktion ist das heutige Wüstenhaus, das 2004 im 1904 erbauten Sonnenuhrhaus präsentiert wurde. Das Gebäude wurde, ebenfalls im Auftrag von Kaiser Franz Joseph I. und nach Entwürfen von Alfons Custodis, errichtet, um die „Neuholländer-Sammlung“ unterzubringen, die neben den Pflanzen aus Australien, die der Sammlung den Namen gegeben hatten, inzwischen um Exemplare aus Südafrika sowie Süd- und Nordamerika angewachsen war. Auch wurde es als Überwinterungshaus genutzt. Nach der Generalsanierung wurde 2004 in diesem Objekt das Wüstenhaus eröffnet, ein Gemeinschaftsprojekt von Bundesgärten und Tiergartenverwaltung, Gegenstück zum 2002 geschaffenen Regenwaldhaus des benachbarten Tiergartens: Neben den Sukkulenten werden Vögel, Reptilien und Kleintiere aus Wüstengebieten vorgestellt.

### Spielpavillon
Der Schlosspark Schönbrunn wurde im 19. Jahrhundert auch für die militärische Ausbildung der Prinzen genutzt. In der Meidlinger Vertiefung zwischen Lichter Allee und Finsterer Allee wurde ein Spiel-, Turn- und Exerzierplatz für die kaiserlichen Kinder angelegt.
Eine miniaturhafte Festung diente als Übungs- bzw. Spielbastion und Hilfsmittel zur Vermittlung militärischer Kenntnisse. Auf dem Areal entstand 1835 darüber hinaus ein Gartenpavillon, umgeben von einem Kleintierzoo und einer Indianerhütte aus Stroh. Der Pavillon mit einer Fläche von etwa 120 Quadratmeter diente als Unterstand bei Regen und Schutz bei starker Sonne. Anders als die Spielbastion gibt es ihn noch. Er wurde 1927 erstmals als Kaffeehaus eröffnet und wird seit 2013 als Landtmanns Jausen Station von Familie Querfeld geführt.

### Weitere Gärten

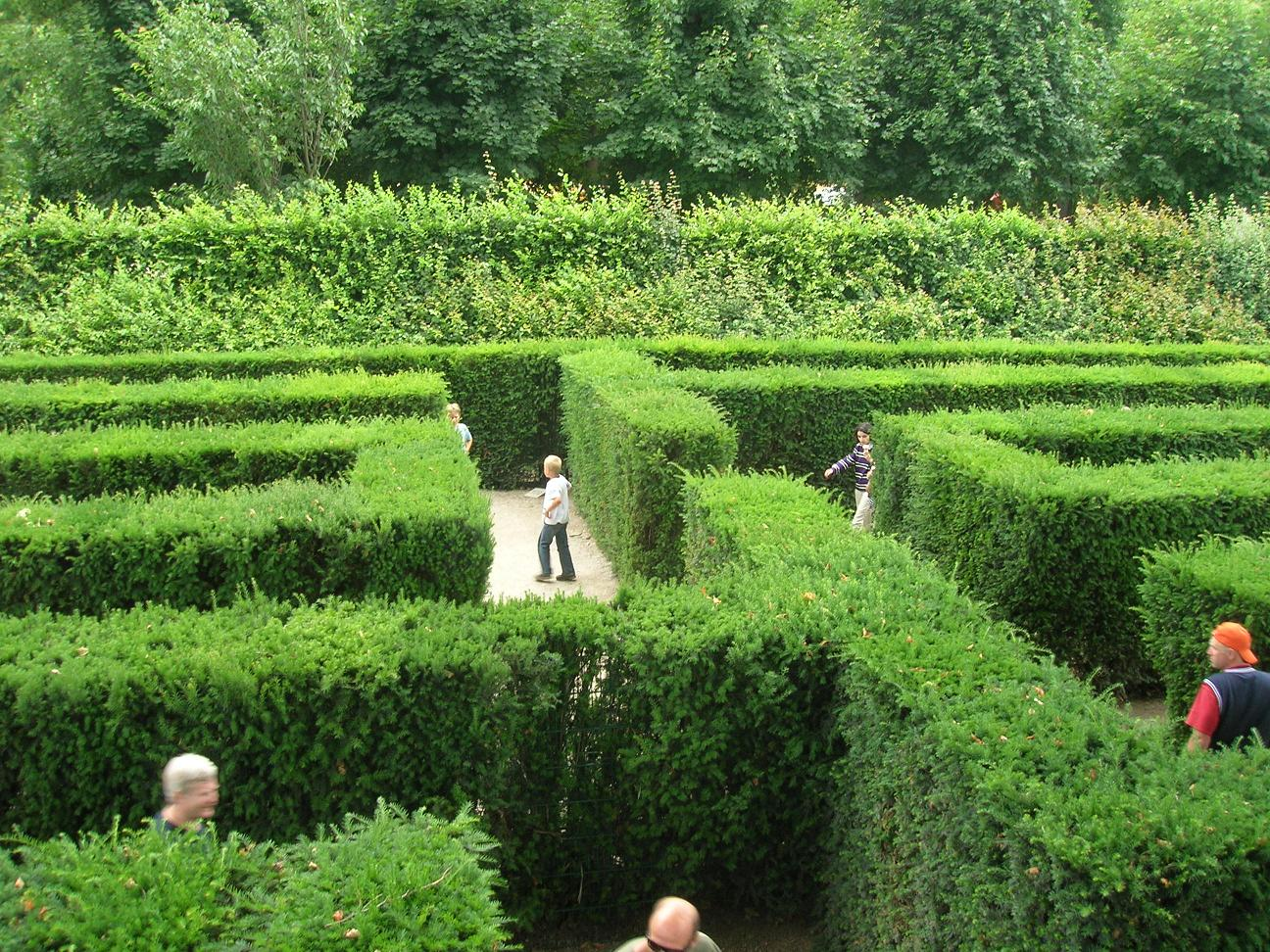
Irrgarten

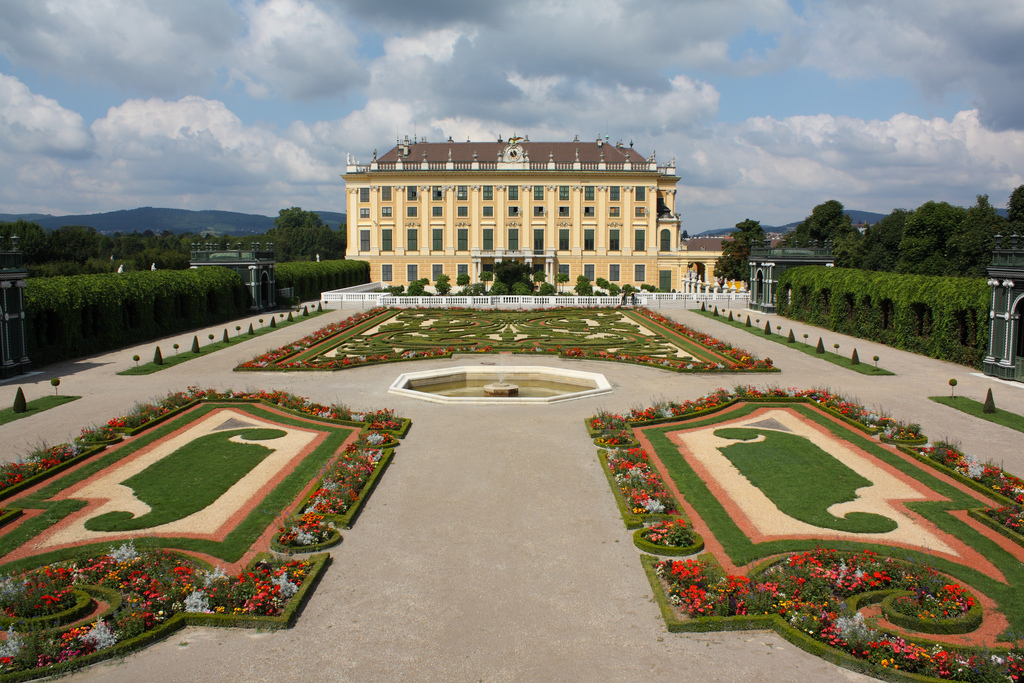
Kronprinzengarten

Des Weiteren erwähnenswert sind der Irrgarten mit einem neuen Spielplatz und mit interessanten Klang-Stationen, der Kronprinzengarten (beide kostenpflichtig) und der (als reiner Schaugarten nicht betretbare, seit 1917 bestehende) Japanische Garten. Demgegenüber ist der am äußersten westlichen Rand liegende Botanische Garten ein von der Bevölkerung gern genutzter Park und Erholungsort. Der Irrgarten wurde im 18. Jahrhundert angelegt und geriet zunehmend in Vergessenheit und verfiel. Er wurde in den 1990er Jahren nach ursprünglichem Muster wiederhergestellt.

#### Kronprinzengarten
Der an der Ostfassade des Schlosses gelegene Garten wird seit 1875 als Kronprinzengarten bezeichnet, da er direkt am ehemaligen Appartement von Kronprinz Rudolf lag. Bis 1918 war dies der Privatgarten der kaiserlichen Familie. Der von wildem Wein bewachsene Laubengang wurde seit jeher zum Lustwandeln genutzt. Das Treillagewerk des hufeisenförmigen Laubenganges wurde bereits um 1770 durch eine Eisenkonstruktion ersetzt. Die im Gang eingefügten ursprünglichen fünf Treillagepavillons sind weiß-grün bemalte, kunstvoll geschnitzte Holzkonstruktionen, bekrönt durch eine bemalte Kuppel.
Der fünfte und mittlere Pavillon in der Laubengangmitte wurde 1962 auf Grund von Bauarbeiten entfernt und 2002 von Embacher Wien durch einen modernen Aussichtspavillon ersetzt. Der neue Pavillon wurde aus gebürstetem Nirosta-Stahl mit Lochmuster, der ursprünglichen Konstruktion nachempfunden, erbaut. Dieses Gartensalettl wurde 2003 im Rahmen des alle zwei Jahre verliehenen Adolf-Loos-Staatspreises Design mit dem bronzenen Joseph Binder Award, dem Preis für Räumliche Gestaltung, ausgezeichnet.

#### Japanischer Garten
Der Japanische Garten wurde anscheinend auf Weisung von Erzherzog Franz Ferdinand von Österreich-Este im Jahr 1913 angelegt, der weite Reisen in Japan gemacht hatte. Der Garten geriet aber nach dem Ersten Weltkrieg in Vergessenheit und wurde von Efeu überwuchert. Die Reste wurden 1996 durch Zufall von Kie Yamada, einer in Wien lebenden Japanerin, wiederentdeckt, die es ihrem Vater Eishin Harada, einem Fachmann für japanische Gärten, meldete. Mit Unterstützung durch das Japanische Kulturinstitut und teilweise privaten Spenden konnte der Garten durch japanische Experten unter der Leitung von Eishin Harada restauriert und im Mai 1999 wieder eröffnet werden.
Der Garten besteht heute aus drei Teilen, die letzten zwei wurden bei der Restaurierung 1999 hinzugefügt: Erstens dem Landschaftsgarten (Tsukiyama), mit Nachbildungen der Landschaft im Miniaturformat. Kleinere Hügel und Berge werden durch Steine dargestellt. Er umfasst auch einen Teich. Zweitens dem Steingarten (kare-san-sui) oder Glücksgarten. Mit Natursteinen wurden ein Kranich und eine Schildkröte symbolisiert. Mit Ausnahme von Moos werden keine Pflanzen verwendet. Wasser ist durch wellenförmige Strukturen in Kies- oder Sandflächen angedeutet. Drittens dem Teegarten (cha-niwa) mit Eingangstor, Warteplatz mit Wartebank, ein Wasserstein zum Reinigen der Hände und Trittsteinpfad zum Teeplatz. Der ursprüngliche Steingarten bedeckt eine Fläche von 750 m² und weist eine zwei Meter hohe Anhebung, die einen Berg symbolisiert, und einen dreistufigen Wasserfall auf, der den oberen mit dem unteren Teich verbindet. Der Garten ist für allgemeine Besucher von außen zu sehen und wegen seiner Fragilität nicht betretbar.

In unmittelbarer Nähe befindet sich ein Gedenkstein für Philipp Franz von Siebold (1796–1866). 

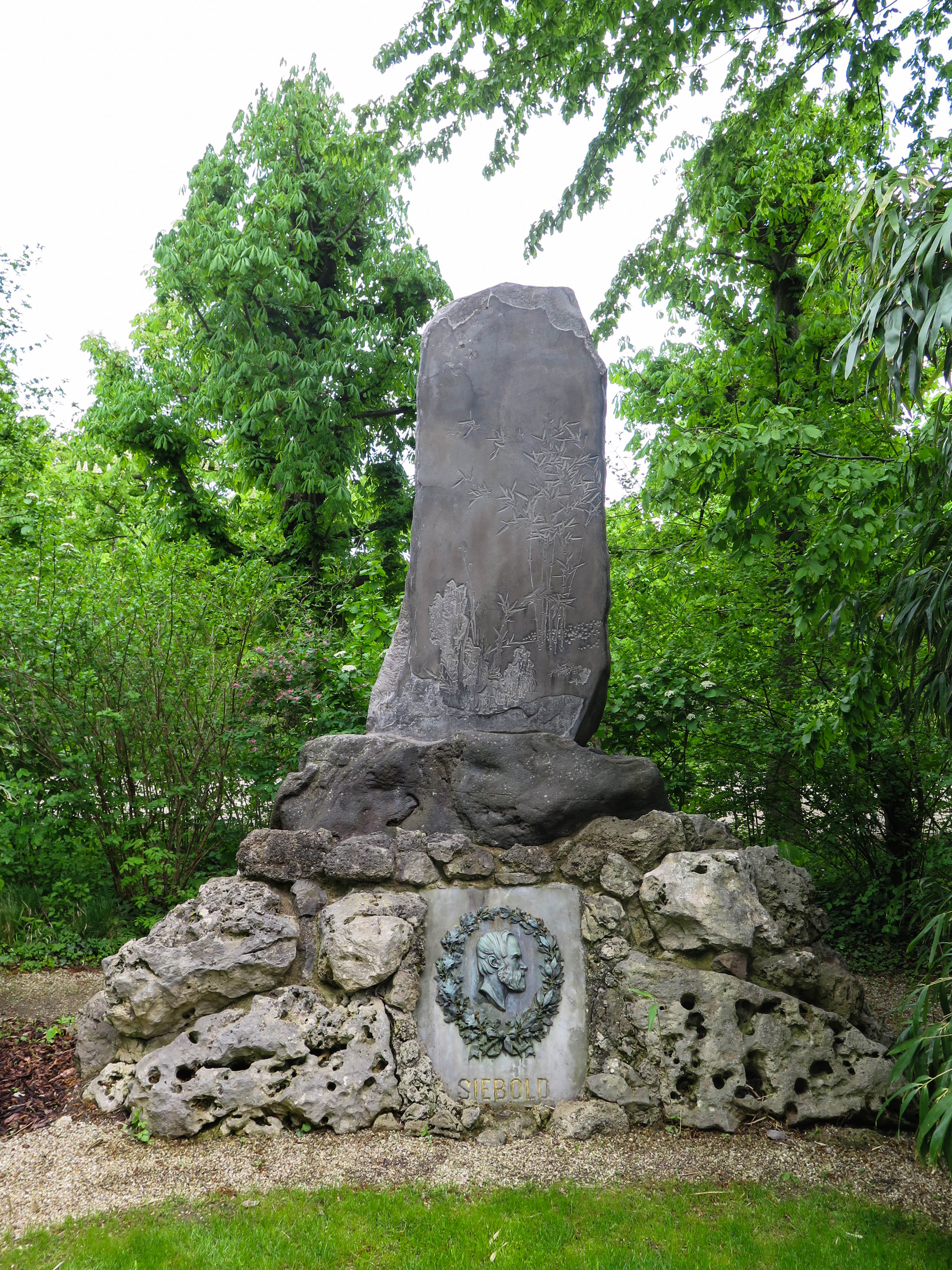
Philipp-Franz-Siebold-Denkmal, beim Japanischen Garten

Er war ein bayerischer Japanforscher und lebte von 1823 bis 1829 sowie von 1859 bis 1862 in Japan. Siebold ist einer der wichtigsten Zeugen des isolierten Japans der späten Edo-Zeit und wird auch im heutigen Japan hochverehrt. Er gilt als Begründer der internationalen Japanforschung. Der aufrechte Gedenkstein ist mit einer Darstellung eines japanischen Bambushains gemeißelt, darunter auf der Basis ist eine bronzene Profildarstellung Siebolds umrankt von Lorbeeren, mit seinem Nachnamen darunter gemeißelt.

## In der Kultur

### Kindermuseum Schönbrunn
Das Kindermuseum Schönbrunn wurde im Jahr 2002 im Westtrakt des Schlosses eröffnet. Es bietet im Rahmen einer speziellen Museumspädagogik für Kinder im Gegensatz zu einer konventionellen Museumsführung Möglichkeiten zum spielerischen Erleben und Ausprobieren. Im Zentrum des Kindermuseumsbesuchs steht der Spaß am Lernen und Experimentieren. Unter dem Titel Kaiserkinder kann man das Alltagsleben der Kaiserfamilie zur Zeit des Barock entdecken: Wie kleidete man sich? Wie wurde der kaiserliche Tisch gedeckt? Was verstand man unter Hygiene?

### Als Schauplatz in Filmen
Das Schloss Schönbrunn und seine Gärten dienten einigen Filmproduktionen als Schauplatz, unter anderem:
- Maria Theresia mit Paula Wessely (1952)
- dem Science-Fiction-Film 1. April 2000 (1952)
- den drei Sissi-Filmen mit Romy Schneider (1955)
- Prinzessin Olympia mit Sophia Loren (1960)
- Der rechte Arm der Götter mit Jackie Chan (1986)
- dem James-Bond-Film Der Hauch des Todes (1987)
- Marie Antoinette mit Kirsten Dunst (2006)
- Sisi (Film) mit Cristiana Capotondi, David Rott und Martina Gedeck (2009)

Auch in der Wiener Operette Hofball in Schönbrunn (1937) sind das Schloss und der Garten Schauplatz der Geschehnisse.

### Konzerte
In den Jahren 2004 bis 2007 wurde im Park das Konzert für Europa veranstaltet, in dem die Wiener Philharmoniker unter der Leitung von prominenten Musikern spielten. 2004 dirigierte Bobby McFerrin, das Konzert war ein musikalischer Willkommensgruß Österreichs an die in diesem Jahr neu hinzugekommenen EU-Länder. 2005 stand Zubin Mehta am Pult, und 2006 zelebrierten die Philharmoniker unter Plácido Domingo musikalisch den österreichischen EU-Ratsvorsitz. Im Mai 2007 leitete der russische Dirigent Valéry Gergiev vom Mariinski-Theater in Sankt Petersburg die Wiener Philharmoniker vor der Kulisse des Barockschlosses. Neben den insgesamt 140.000 Besuchern im Park von Schönbrunn hatten viele Millionen Zuschauer die Gelegenheit, das Konzert vor den Bildschirmen zu verfolgen.
Seit 2008 spielen die Wiener Philharmoniker jeweils Anfang Juni bei freiem Eintritt ihr Sommernachtskonzert im Schlosspark.
Das hier ansässige Schloss Schönbrunn Orchester Vienna wurde 1997 gegründet.

### Schloss

#### Übergreifend
nach Autoren alphabetisch geordnet
- Kurt Eigl, Franz Hubmann, Christian Brandstätter: Schönbrunn. Ein Schloß und seine Welt. Molden, Wien 1982, ISBN 3-217-00954-1.
- Josef Glaser, Heinz Glaser: Führer durch Schönbrunn. Österreichische Staatsdruckerei, Wien 196914, DNB 456682368 (Erstausgabe 1950).
- Josef Glaser: Schloss Schönbrunn. Verlag der Österreichischen Staatsdruckerei, Wien 1962.
- Géza Hajós: Schönbrunn. Zsolnay, Wien/Hamburg 1976, ISBN 3-552-02809-9.
- Ernst Hausner: Das kaiserliche Schloss Schönbrunn. Edition Hausner, Wien 1998, ISBN 3-901141-14-6.
- Elfriede Iby, Alexander Koller: Schönbrunn. Brandstätter, Wien 2007, ISBN 3-85033-059-1.
- Alois Jahn: Im Park von Schönbrunn. Beschreibung von Schloß und Garten. Daten zur Baugeschichte. Wien, im Selbstverlag 2000, ISBN 3-9502095-1-4.
- Karl Kobald: Schloss Schönbrunn. Amalthea, Wien 1924, DNB 574375643.
- Georg Kugler: Schloß Schönbrunn. Die Prunkräume. Brandstätter, Wien 1998, ISBN 3-85447-603-5.
- Betty Kurth: Das Lustschloß Schönbrunn (= Österreichische Kunstbücher. Band 7). Edition Hölzel, Wien 1920, DNB 58049070X (Digitalisat).
- Friedrich Pernkopf, Juliane Kay: Schönbrunn. Schloß und Park – verträumte Gassen. Verlag für Jugend und Volk, Wien 1967, DNB 457784466.
- Mario Molin Pradel: Österreich. Das Schloß Schönbrunn in Wien. Pawlak, Herrsching 1989, ISBN 3-88199-549-8.
- Oskar Raschauer: Schönbrunn. Der Schlossbau Kaiser Josephs I. Schroll, Wien 1960, DNB 453915590.
- Georg Schreiber: Schloss Schönbrunn. Ueberreuter, Wien 2001, ISBN 3-8000-3795-5.
- Schloß Schönbrunn Wien. Westermann Sachbuch, Wien 1985, ISBN 3-14-790583-7.
- Helfried Seemann, Christian Lunzer: Schönbrunn 1860–1920. Album Verlag für Photographie, Wien 2006, ISBN 3-85164-158-2.
- Hans Werner Sokop: Schönbrunner Spaziergang. Novum, Wien 2006, ISBN 3-902514-29-9.
- Otto Stradal: Wunderbares Schönbrunn. Österreichischer Bundesverlag für Unterricht, Wissenschaft und Kunst, Wien 1968, DNB 458257591.

#### Historische Werke (vor 1918)
nach Autoren alphabetisch geordnet
- Hofkammerarchiv: Camerale Zahlamtsbücher 1729, Schloss Schönbrunn, J.G.Haresleben; 1753 Geheime Kammerzahlamtsbücher unter Führung von Hofkammerrat und Zahlamtsmeister Karl Joseph Edler von Dier, Ausgaben 1750–1752, Johann Baptist Regondi.
- Karl Weiss (Red.), Österreichischer Ingenieur- und Architekten-Verein (Hrsg.): Das k. k. Lustschloss Schönbrunn. In: Alt- und Neu-Wien in seinen Bauwerken. Verlag Carl Gerold’s Sohn, Wien 1865, S. 85–89.
- Franz Weller: Die kaiserlichen Burgen und Schlösser in Bild und Wort: Aufgrund von Quellenwerken dargestellt. Hofburg zu Wien über Augarten, Belvedere, Prater … Gödöllő, Ischl … bis über Miramar sind alle kaiserlichen Schlösser erklärt dargelegt. k.k. Hof-Buchdruckerei, Wien 1880 (Neuauflage ISBN 0-00-322171-7).
- Franz Xaver Schweickhardt: Darstellung des Erzherzogthums Österreich unter der Ens, durch umfassende Beschreibung aller Burgen, Schlösser, Herrschaften, Städte, Märkte, Dörfer, Rotten etc. etc., topographisch-statistisch-genealogisch-historisch bearbeitet und nach den bestehenden vier Kreis-Vierteln [alphabetisch] gereiht. [Teil:] Viertel unterm Wienerwald. 7 von 34 Bänden. 5. Band: Pottenstein bis Schönbrunn. Schmidl, Wien 1832, S. 243 (Schönbrunn in der Google-Buchsuche).

#### Einzelthemen
alphabetisch nach Themen geordnet
- Elisabeth Hassmann: Von Katterburg zu Schönbrunn. Die Geschichte Schönbrunns bis Kaiser Leopold I. Böhlau, Wien 2004, ISBN 3-205-77215-6.
- Andreas Rohatsch: Gesteinskundliche Untersuchungen im Schloss Schönbrunn. In: Elfriede Iby (Hrsg.): Schloß Schönbrunn. Zur frühen Baugeschichte (= Wissenschaftliche Reihe Schönbrunn. Band 2). Schloß Schönbrunn Kultur- und Betriebsges.m.b.H. (Herausgebendes Organ), Wien 1996, DNB 949790869.
- Helmuth Furch: Schloss Schönbrunn – der Kaiserstein als meistverwendeter Stufenstein. Eine Begehung mit Elfriede Iby und Andreas Rohatsch = Mitteilungen des Museums- und Kulturvereines Kaisersteinbruch. TU-Wien Ingenieurgeologie. Nr. 49, S. 11–20, Februar 1998, und Kaiserstein in Wiener Bauten, 300 Beispiele, Nr. 59, Schönbrunn S. 62 f., Dezember 2000, ISBN 978-3-9504555-3-3.
- Inge Friedl, Michael Gletterhofer: Schönbrunn für Kinder. Das Schloss und seine berühmten Bewohner. Kindersachbuch, G & G, Wien 2011, ISBN 978-3-7074-1278-9.
- Herbert Knöbl: Das Neugebäude und sein baulicher Zusammenhang mit Schloss Schönbrunn. Böhlau, Wien 1988, ISBN 3-205-05106-8.

#### Belletristik
- Marieluise von Ingenheim: Sissy. Ein Walzer in Schönbrunn. Roman. Tosa Verlagsgesellschaft, Wien 1993, ISBN 3-85001-368-5.

### Gärten

#### Allgemein
nach Autoren alphabetisch geordnet
- Eva Berger: Historische Gärten Österreichs. Garten- und Parkanlagen von der Renaissance bis um 1930. Band 3. Böhlau, Wien 2004, ISBN 3-205-99353-5, S. 263–271.
- Erwin Frohmann, Rupert Doblhammer: Schönbrunn. Eine vertiefende Begegnung mit dem Schlossgarten. Ennsthaler, Wien 2005, ISBN 3-85068-625-6.
- Beatrix Hájos: Die Schönbrunner Schloßgärten. Eine topographische Kulturgeschichte. Böhlau, Wien 2000, ISBN 3-205-98423-4.
- Richard Kurdiovsky: Die Gärten von Schönbrunn. Residenz/Niederösterreichisches Pressehaus, Wien 2005, ISBN 3-7017-1411-8.

#### Einzelthemen
alphabetisch nach Themen geordnet
- Brigitte Mang: Barockgarten und Ökologie. In: Die Gartenkunst 9 (2/1997), S. 296–300.
- Andreas Rohatsch: Die Bausubstanz der Römischen Ruine von Schönbrunn. Institut für Geologie, TU-Wien 2000.
- David Winckler und Claudia Gröschel: Historische Techniken neu verwendet – Nachbau des historischen Verpflanzbockes aus dem Schlossgarten Schönbrunn. In: Die Gartenkunst 2020/2, S. 353–358.
- Beatrix Hajós: Schönbrunner Statuen 1773–1780. Böhlau, Wien 2004, ISBN 3-205-77228-8.
- Uta Schedler: Die Statuenzyklen in den Schlossgärten von Schönbrunn und Nymphenburg: Antikenrezeption nach Stichvorlagen. Olms, Hildesheim/Zürich/New York 1985, ISBN 3-487-07694-2 (= Studien zur Kunstgeschichte. 27).
- Géza Hajós: Gartendenkmalpflegerische Prinzipien und Erfahrungen am UNESCO Weltdenkmal Schönbrunn. In: Die Gartenkunst 16 (1/2004), S. 103–113.

## Filme
- Schönbrunn – Quelle der Schönheit. ORF (Universum-Dokumentation), Georg Riha, 2002.